# Sarah Orne Jewett
Sarah Orne Jewett est une nouvelliste, romancière, poète, essayiste, diariste et épistolière américaine née le 3 septembre 1849 à South Berwick dans l'État du Maine et morte dans la même ville le 24 juin 1909.
Sarah Orne Jewett est la figure principale du style réaliste américain et celui du régionalisme, dit « couleur locale » de ses œuvres qui ont pour cadre la côte Est des États-Unis, plus spécialement l'État du Maine.
Avec la publication de ses poèmes et de sa correspondance, Sarah Orne Jewett est une des précurseures de la littérature lesbienne américaine du XXe siècle.
Ses œuvres les plus connues sont sa nouvelle A White Heron (en) publiée en 1886 et son roman The Country of the Pointed Firs (en) paru en 1896 régulièrement réédités en différentes langues.

## Biographie

### Jeunesse et formation

#### Généralités
Theodora Sarah Orne Jewett naît le 3 septembre 1849 à South Berwick dans l'État du Maine. Ses parents sont Caroline Frances Perry Jewett et Theodore Herman Jewett, un médecin obstétricien. Elle est la seconde de leurs trois filles. Elle a pour prénoms Theodora et Sarah en hommage à ses grands-parents Theodore Furber Jewett et Sarah Orne Jewett, mais n'a apparemment, jamais utilisé son prénom de Theodora,.

#### Une famille de l'aristocratie de la Nouvelle Angleterre

##### Famille maternelle

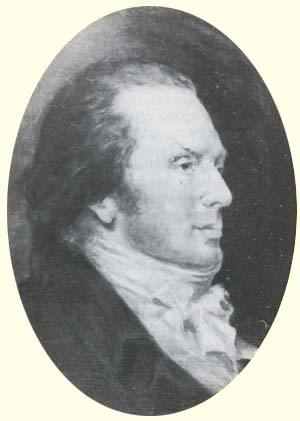
Portait de Nicholas Gilman.

Du côté de sa mère, Sarah Orne Jewett, descend de la famille Gilmans qui en 1638 a rejoint la Nouvelle-Angleterre après avoir quitté la ville de Hingham dans le Norfolk pour fuir les persécutions exercées contre les puritains. Environ neuf ans plus tard, autour de 1647, les Gilmans s'installent à Exeter dans l'actuel New Hampshire. La famille Gilmans a rejoint les patriotes lors de la guerre d'indépendance des États-Unis ce qui a favorisé le respect de la population d'Exeter envers elle. Nicholas Gilman fait partie des Pères fondateurs des États-Unis et le colonel Nathaniel Gilman fut un membre du sénat des États-Unis. Abigail, la seconde fille de Nathaniel Gilman, épouse William Perry en 1818, ils ont cinq enfants dont Caroline Frances Perry la mère de Theodora Sarah Orne Jewett.

##### Famille paternelle
Du côté de son père, la famille de Sarah Orne Jewett, fait partie des plus vieilles familles de la Nouvelle-Angleterre, Elle remonte à 1638, année où Maximilien Jewett quitte le Yorkshire pour émigrer à la Nouvelle-Angleterre. En 1638 ou 1639, il est un des fondateurs de la ville de Rowley dans l'actuel État du Massachusetts,,.
Son grand-père paternel Theodore Furber Jewett fut un capitaine de la marine marchande américaine qui s'est enrichi par le commerce avec les Caraïbes. En 1839, il s'établit avec sa famille à South Berwick où il achète une maison de maître cossue de style géorgien. Quand il décède, il lègue à son fils Theodore Herman Jewett une fortune qui le met à l'abri du besoin. Contrairement à son père, Theodore Herman Jewett ne s'intéresse nullement aux activités maritimes et entre au Bowdoin College pour suivre des études de médecine. Une fois diplômé, il travaille dans divers hôpitaux, pour finalement exercer à Exeter dans le New Hampshire, non loin de South Berwick. Il travaille sous la direction d'un médecin et chirurgien réputé le docteur William Perry dont il épouse la fille Caroline Frances Perry en 1842. Le couple donne naissance à leur fille aînée Mary Rice Jewett en 1847 puis à Theodora Sarah Orne Jewett en 1849,,,,.

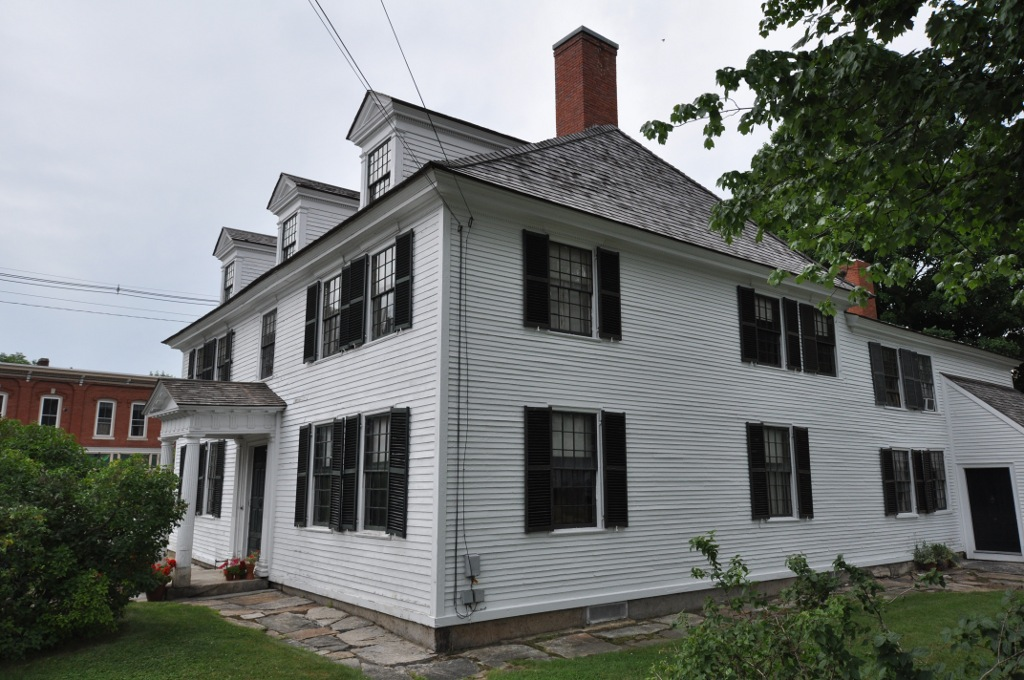
La résidence de Sarah Orne Jewett de South Berwick.

#### Nostalgie de l'enfance
La jeune Sarah Orne Jewett grandit et évolue dans deux maisons attenantes, celle de ses parents construite par Theodore Furber Jewett dans le style Greek Revival, comme on en trouve dans de nombreux villes et villages de la Nouvelle-Angleterre. C'est dans cette maison que Theodore Herman Jewett ouvre son cabinet de médecin pourvu d'une salle d'attente.
Et d'autre part la résidence de son grand-père, une maison de maître dont les pièces sont décorées par des meubles de Thomas Chippendale, des porcelaines et faïences de Josiah Wedgwood, dégageant une atmosphère propre à l'époque georgienne. Ce style marque Sarah Orne Jewett, son attachement au passé et ses traditions, ses valeurs conservatrices ainsi que sa nostalgie de l'enfance. Au sujet de cette nostalgie, lors de son quarante huitième anniversaire elle déclare « C'est mon anniversaire, mais pour moi, je suis toujours âgée de neuf ans ! »,.

#### Influences de son père et ses grands-pères
Trois hommes de sa famille ont exercé une influence certaine sur son développement intellectuel. En premier lieu, son grand-père paternel Theodore Furber Jewett et ses aventures de marin, dès que la jeune Sarah Orne Jewett entend le mot de capitaine, immédiatement il lui évoque son grand-père paternel. En second lieu, son grand-père maternel le docteur William Perry qui lui a donné le gout de la lecture et dont elle admire la sagesse. En troisième lieu vient son père Theodore Herman Jewett, qui a eu la plus forte influence sur sa vie parmi les hommes de sa famille et auquel elle voue une vénération sans pareille. C'est son père qui lui a donné les premiers conseils d'écriture « écris sur les faits juste tels qu'ils sont », c'est lui qui lui a appris l’observation fine de son environnement, notamment l'acuité nécessaire à la distinction des fleurs et herbes diverses qu'il utilise pour ses soins,.

#### Des deuils successifs

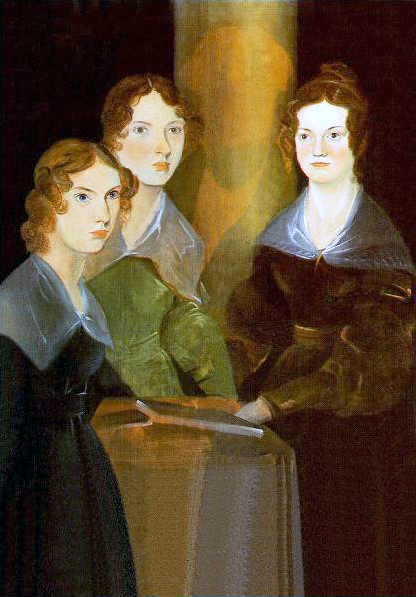
Peinture des sœurs Brontë.

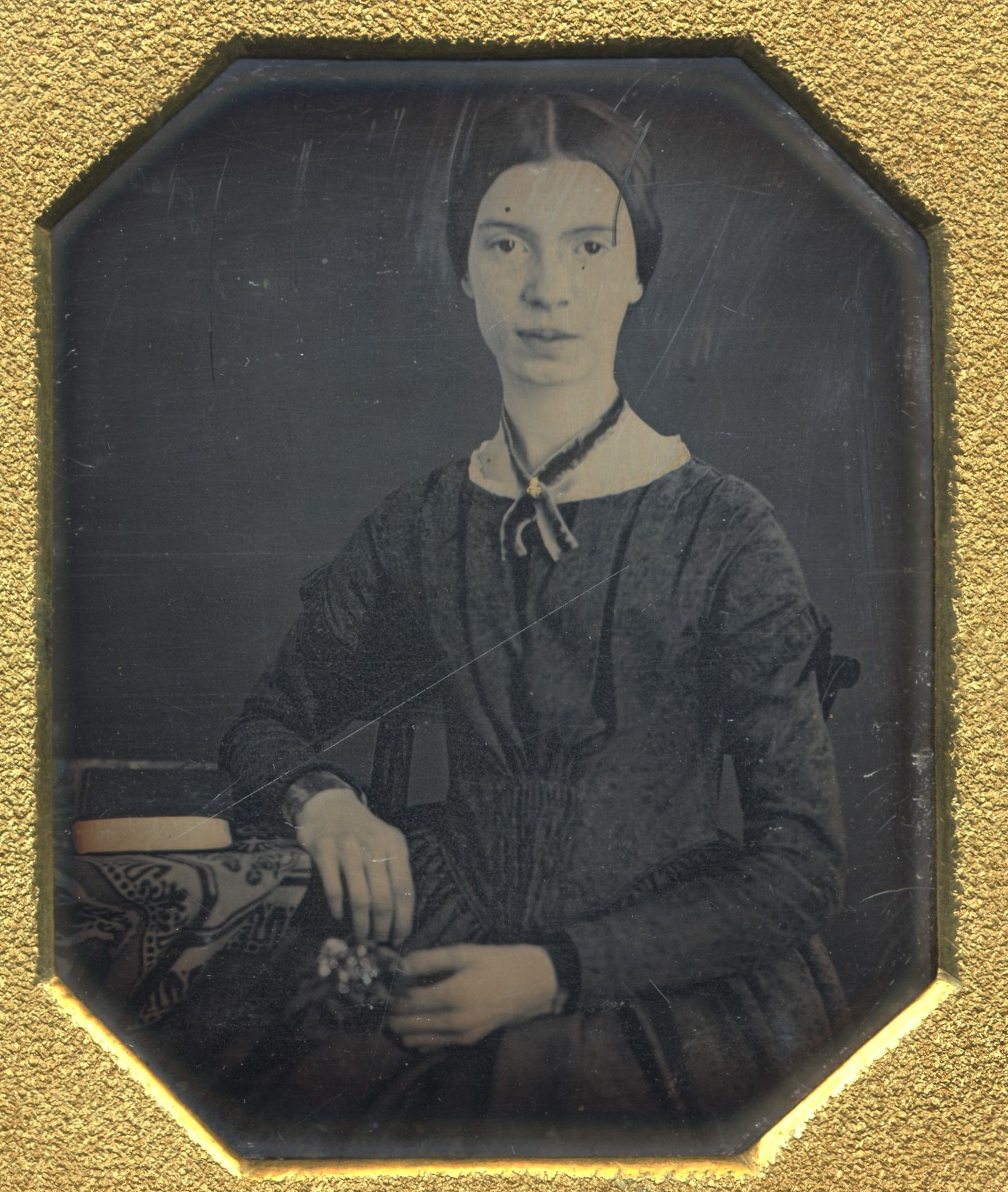
Daguerréotype d'Emily Dickinson.

En 1854, alors que Sarah Orne Jewett a cinq ans, sa grand-mère Mary Rice Jewett meurt, ce qui la laisse dans un climat de crainte, de peur, voire de terreur, de délaissement quand à un moment elle se trouve seule avec le corps de sa grand-mère sur son lit de mort. En avril 1857, sa tante Augusta décède à l'âge de 37 ans. Disparition suivie par les morts de son arrière-grand-mère maternelle Dorothy Gilman en 1859, de sa grand-mère maternelle Abigail Perry et de son grand-père William Perry en 1860. Parents tous aimés par la jeune Sarah Orne Jewett. Expérience de la mort, de la déréliction qu'ont subie d'autres écrivains lors de leur jeunesse comme elle : les sœurs Brontë, la poète Emily Dickinson, ou l'écrivain Ralph Waldo Emerson.

#### L'éveil précoce à la beauté de la nature
Dès son enfance, quand elle n'étudie pas à la maison l'histoire, la géographie, la botanique, Sarah Orne Jewett s'échappe pour parcourir le domaine familial et son paysage alentour. Celui-ci est caractérisé par l'estuaire de la rivière Piscataqua, le canal Newichawannock (en), les forêts et falaises environnantes et les lieux de pêche des tribus amérindiennes locales. Le paysage comme la présence des Amérindiens stimulent son imagination d'enfant.
Avant même que Sarah Orne Jewett connaisse leur nom, elle respire avec un certain envoûtement les fragrances des fleurs, notamment celles des lilas, jonquilles, delphiniums, campanules. Paysages, parfums développent chez elle un fort sentiment de proximité d'avec la nature qui aboutit à une personnification des divers éléments de cette nature,.

#### Formation

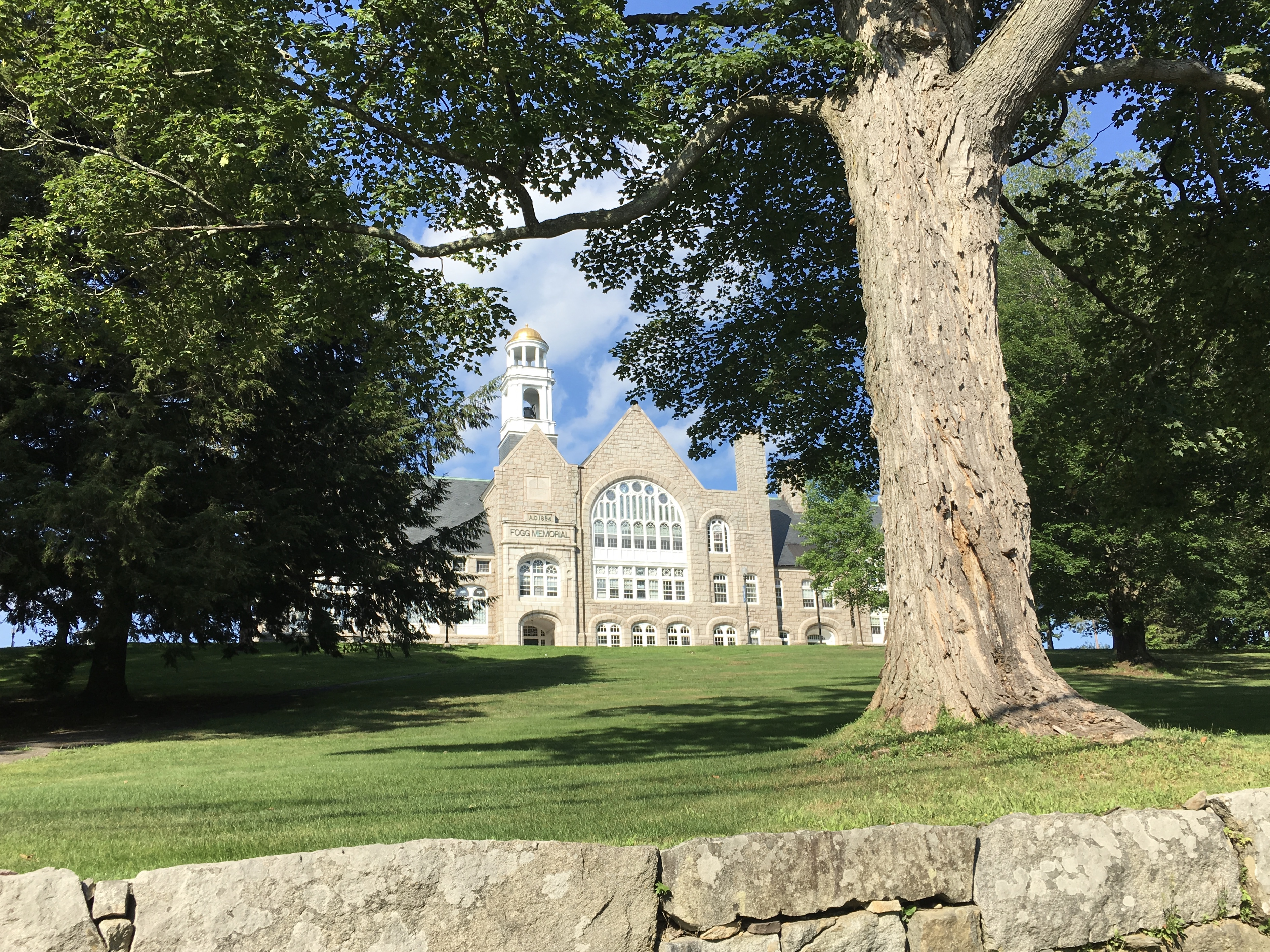
Photographie de la Berwick Academy.

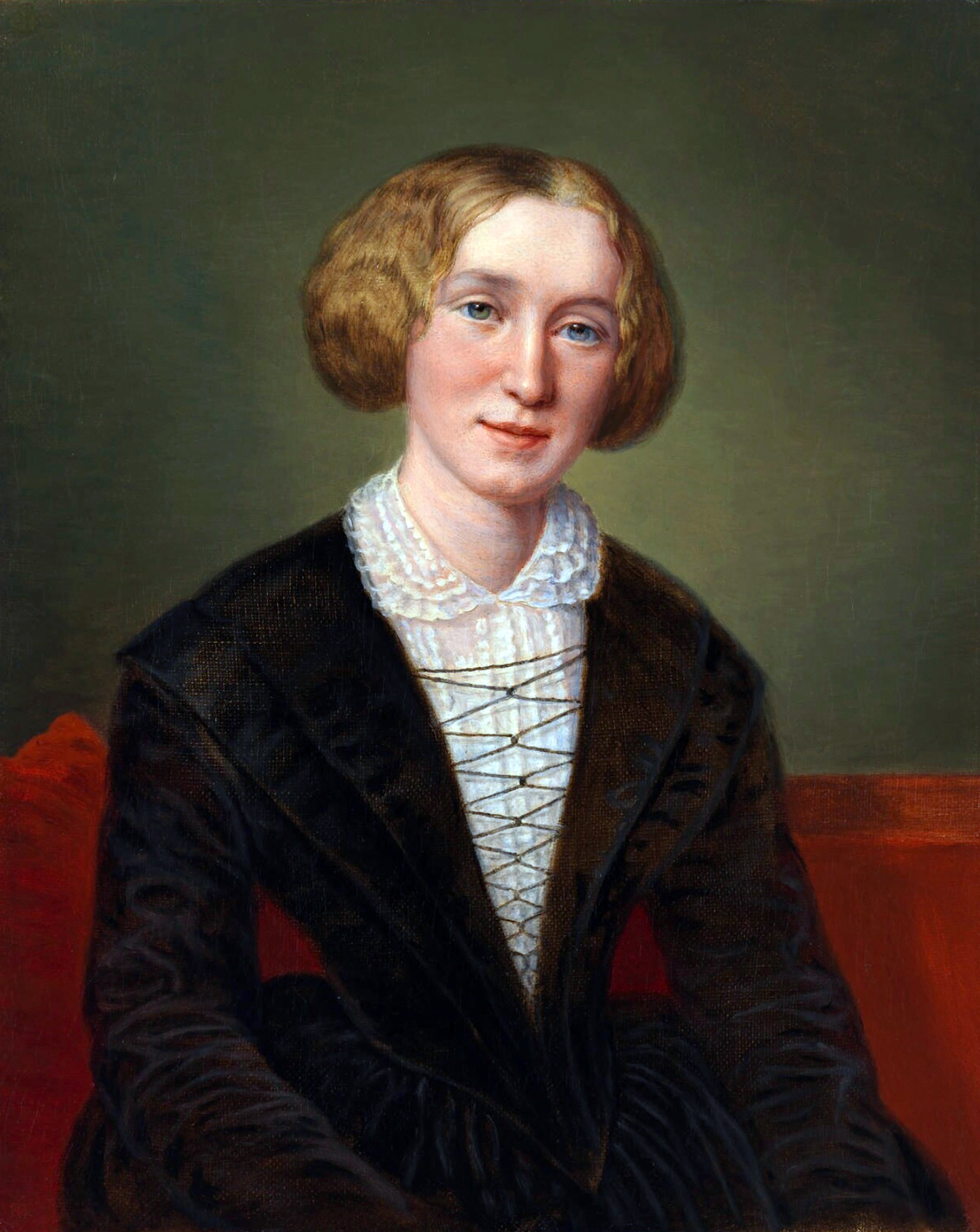
Portrait de George Eliot peint par François d'Albert Durade.

##### L'autodidacte
La première formation qu'acquiert Sarah Orne Jewett est celle faite par la lecture de la bibliothèque de ses parents et grands-parents. Lectures qui la font voyager à travers le monde. Elle lit les romanciers et poètes classiques des XVIIe et XVIIIe siècles, et des traités d'histoire, philosophie, théologie et de sciences. Elle lit également les journaux et magazines spécialisés traitant d'horticulture, médecine, religion comme The Atlantic Monthly, Little's Living Age, Punch et autres périodiques. Parmi ses lectures préférées, il y a le roman Adam Bede de George Eliot qui décrit la vie des habitants de la campagne de l'Angleterre, dont les coutumes sont proches des mœurs des habitants de South Berwick,.

##### La Berwick Academy
En 1861, Sarah Orne Jewett rejoint sa sœur Mary Caroline Augusta, dite « Carrie » pour suivre sa scolarité secondaire à la Berwick Academy (Maine) (en) établie sur la crête des collines proches de Powder House (Dedham, Massachusetts) (en) et qui a ouvert ses portes en 1791. Quand les sœurs Jewett y entrent, l'établissement est dirigé par mademoiselle Olive Raynes. Souvent, Sarah Orne Jewett préfère s'absenter des cours pour vagabonder dans les prairies fleuries et les bois environnants. Cela dit, avec sa sœur, elle se joint à ses camarades de classe pour participer aux multiples activités extra-scolaires dispensées par la Berwick Academy, comme le patin à glace durant l'hiver, les cours de bricolage, de confiserie, de musique et de danse. Sarah Orne Jewett en sort diplômée en 1865,.

#### Un handicap
Dès son enfance, Sarah Orne Jewett souffre d'un handicap
, elle souffre de ce qu'on appelle aujourd'hui de polyarthrite rhumatoïde, maladie invalidante. Régulièrement, les articulations de ses membres sont douloureuses, notamment lors de temps pluvieux et durant le début du printemps. Sa maladie est prise en compte par ses parents qui justifient ses absences scolaires. Avec la complicité de son père, Sarah Orne Jewett profite de ses absences scolaires pour l'accompagner lors de ses tournées pour rendre visite à ses patients.
Le père de Sarah Orne Jewett accepte son handicap, mais ne souhaite pas qu'il devienne un poids sur sa vie, aussi lui conseille-t-il de pratiquer des exercices comme des randonnées à travers la campagne. Mais elle préfère musarder à travers champs avec un livre à la main, dénicher des fleurs et herbes rares et rendre visite à ses bois et bosquets préférés comme s'il s'agissait de vieux amis. Parallèlement, elle est une cavalière et un rameuse chevronnée et pratique la natation, le patin à glace et la voile. Au sujet de son enfance, Sarah Orne Jewett la caractérise comme « sauvage et farouche » comme si elle était une nymphe des bois.

#### Un garçon manqué
Sarah Orne Jewett accepte son côté garçon manqué, contrairement à d'autres auteures comme Louisa May Alcott ou Willa Cather, elle ne s'est jamais révoltée contre les restrictions imposées aux femmes par les normes de l'époque. Elle apprécie la liberté que lui procurent ses activités sportives dont les performances la rendent semblable à celle des hommes. Quand elle atteint l'âge adulte, Sarah Orne Jewett rejette le confinement imposé aux femmes par la valorisation des rôles sociaux de l'époque, rejet qui s'exprime par le refus du mariage et de la sexualité hétérosexuelle qui lui est liée,.

#### La guerre de Sécession
La guerre de Sécession se déroule pendant la scolarité de Sarah Orne Jewett à la Berwick Academy. La ville de South Berwick a envoyé 192 volontaires, dont beaucoup ne reviendront pas. La famille Jewett ne perd aucun de ses membres et sa fortune est épargnée. Apparemment le conflit n'a pas touché Sarah Orne Jewett. En revanche la paix transforme le Maine et le New Hampshire, les villes s'agrandissent, la surface des parcs diminue, le train arrive, les forêts sont exploitées. Avec ces transformations, c'est le monde de l'enfance de Sarah Orne Jewett qui disparaît, elle écrit à ce sujet « Berwick croît et se développe d'une manière qui me brise le cœur ». Effacement d'un passé renforcé par les amis disparus pendant la guerre.

### Carrière

#### Premières publications

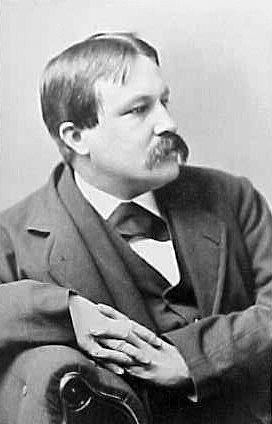
Photographie de William Dean Howells prise vers 1870.

Personne ne sait exactement à partir de quand Sarah Orne Jewett s'est mise à écrire, elle commence par rédiger des poèmes c'est peu à peu qu'elle se met à la prose. Dès ses 14 ans, ses premiers poèmes et récits sont publiés dans la presse locale. C'est quand elle a 18 ans qu'est publiée sa nouvelle Jenny Garrow's Lovers au sein de l'hebdomadaire The Flag of Our Union (en) sous le nom de plume de A. C. Eliot sans que l'on sache si sa rédaction est très antérieure à sa date de publication. Sarah Orne Jewett sort du relatif anonymat de la presse locale, lorsqu'en décembre 1869, l'Atlantic Monthly publie sa nouvelle Mr. Bruce pour laquelle elle reçoit une rémunération de 50 $
. Publication suivie par celles de poèmes et de nouvelles au sein de diverses revues. Le premier chapitre de ce qui sera son roman  Deephaven est publié par l'Atlantic Monthly en septembre 1873 sous forme de courts récits. C'est par cette dernière publication que Sarah Orne Jewett se distingue des autres écrivains notamment par la recension du Nation,,.
C'est grâce aux conseils du critique littéraire du magazine The Nation, William Dean Howells que Sarah Orne Jewett se met à collecter diverses récits parus pour en faire un roman  Deephaven.
En 1874, Sarah Orne Jewett envoie une première rédaction de sa nouvelle The Shore House aux deux principaux rédacteurs du Nation, William Dean Howells et James Thomas Fields, l'un comme l'autre lui prodiguent des conseils pour affermir son style. Peu après la publication de The Shore House par le Nation, Sarah Orne Jewett est invitée à se rendre aux résidences de William Dean Howells, l'une située à Cambridge et l'autre située à Belmont toutes les deux dans le Massachusetts.

#### William Dean Howells

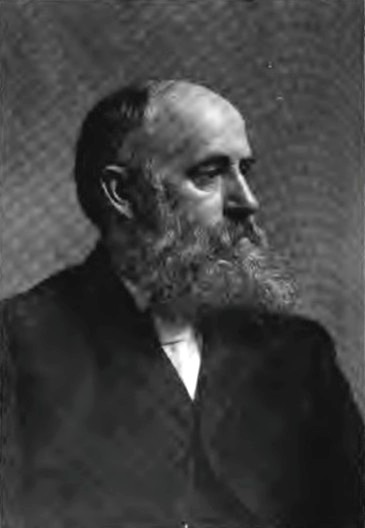
Photographie de Horace Scudder prise en 1902.

William Dean Howells introduit Sarah Orne Jewett auprès des figures de la scène culturelle de la Nouvelle-Angleterre telles que les écrivains Charles Eliot Norton, Henry Longfellow, Thomas Bailey Aldrich, Charles Dudley Warner, Horace Scudder (en), le violoniste norvégien Ole Bull et son épouse Sarah et Mark Twain. Toutes ces personnalités deviennent des amies de Sarah Orne Jewett, sauf Mark Twain. Horace Scudder rédacteur du Riverside Magazine For Young People (en) a déjà publié des nouvelles et historiettes pour enfants de Sarah Orne Jewett jusqu'à sa retraite en 1871,.

#### Quelle religion?

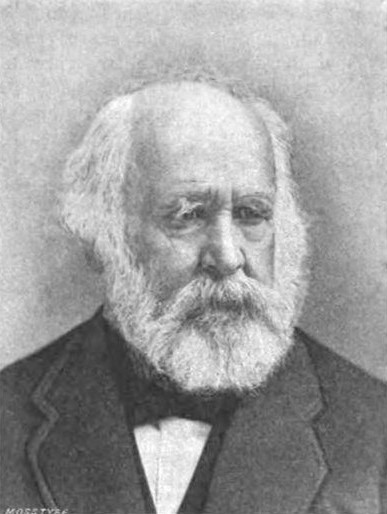
Portrait de Theophilus Parsons.

Bien qu'elle soit une lectrice assidue de la Bible, plus spécialement du Livre des Psaumes et des évangiles, Sarah Orne Jewett traverse une crise religieuse à partir de 1869, ses doutes viennent du sens à donner à son existence qui semble être dans l'errance et se cherche une identité religieuse. La majorité des familles de South Berwick sont des fidèles de l'Église congrégationaliste locale, alors que la plupart des membres de la famille de Sarah Orne Jewett sont membres de l'Église épiscopalienne des États-Unis et elle-même lit le Book of Common Prayer. La beauté de la liturgie anglicane la fascine, elle se rend régulièrement à l'église de la Trinité de Boston où après avoir écouté les exhortations de Phillips Brooks, elle et sa sœur Anne se convertissent à l'anglicanisme le 27 novembre 1870 à l'Église saint Jean (Portsmouth, New Hampshire) (en). Sarah Orne Jewett prise également les sermons du pasteur congrégationaliste de la Plymouth Church (Brooklyn) (en), Henry Ward Beecher, le frère d'Harriet Beecher Stowe dont les romans la marquent. Son influence religieuse déterminante vient sa rencontre du professeur de droit à Harvard Theophilus Parsons (universitaire) (en), un des dirigeants de l'Église swedenborgienne diffusant la théologie d'Emanuel Swedenborg. Sans se convertir à l'Église swedenborgienne, Sarah Orne Jewett en garde la symbolique, les métaphores et également le principe que chaque personne doit trouver sa pensée, ses émotions personnelles et s'y fier afin de d'atteindre sa meilleure manière de vivre sa vie, autrement dit, chacun est responsable de ses choix de vie. Elle reprend les principes éthiques de Swedenborg dans ses écrits destinés à la jeunesse,.

#### Deephaven, genèse d'un roman réaliste

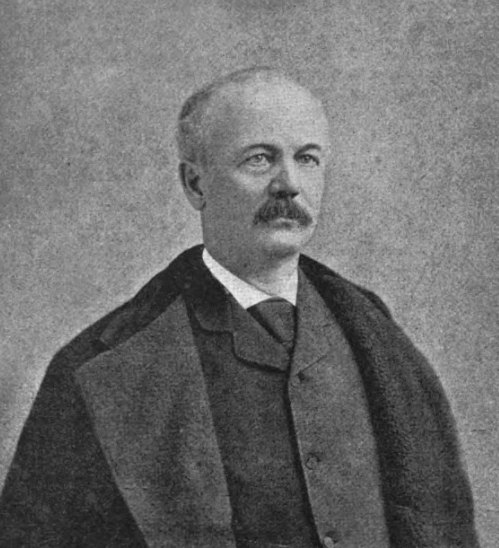
Photographie de James Ripley Osgood.

L'écriture de Deephaven est le fruit d'une longue maturation. Dès 1875, Sarah Orne Jewett écrit à Anna Laurens Dawes, la fille du sénateur Henry L. Dawes, pour lui faire part de son combat, ses difficultés d'écriture pour ce qu'elle appelle les Deephaven Papers. Elle en parle également à Ellen, la fille de Ralph Waldo Emerson. Les Emerson soutiennent et encouragent Sarah Orne Jewett à continuer. Sarah Orne Jewett rend visite à Theophilus Parsons pour avoir son avis qui lui conseille de contacter son éditeur et l'autre côté William Dean Howells qui lui a été recommandé lui suggère d'écrire à James R. Osgood (en) dont la compagnie est propriétaire du magazine The Atlantic et de la maison d'édition Houghton, Mifflin and Company. Elle commence par rédiger des courts récits, sortes d'esquisses du roman, chaque récit est édité successivement par The Atlantic puis par The Nation, l'ensemble de ces récits sont rassemblés pour paraître en 1875 sous le titre de Deephaven Cronies, puis en 1876, sous le titre de Deephaven Excursions et enfin en 1877 sous le titre de Deephaven, publié par Houghton, Mifflin and Company. Chaque réédition fait l'objet d'une réécriture, d'ajouts de nouveaux éléments qui décrivent de façon de plus en plus perspicace, précise les situations, les personnages, l'environnement, dans un style dépourvu de tout sentimentalisme qui en fait l'un des premiers romans réalistes de la littérature américaine,.

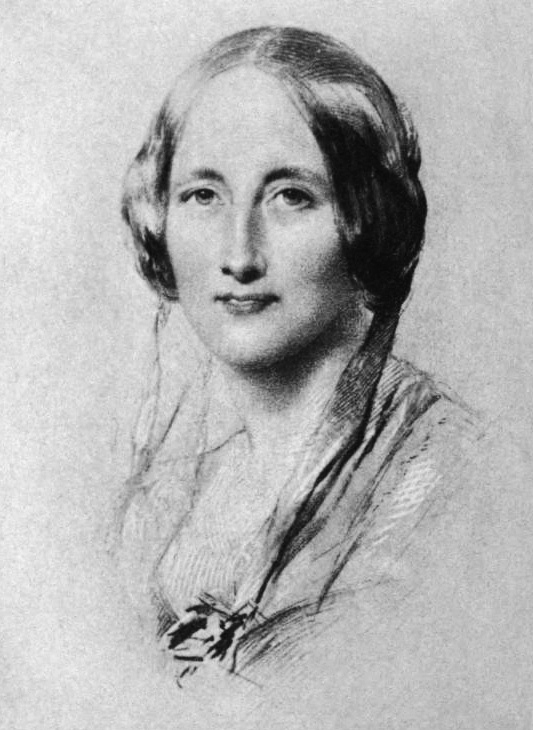
Portrait d'Elizabeth Gaskell par George Richmond.

D'après sa biographe Paula Blanchard, Deephaven est à comparer avec le roman Cranford d'Elizabeth Gaskell, notamment quant à la place des différents rites sociaux (funérailles, mariages, partage du thé...) et de leurs significations respectives. Elizabeth Gaskell en parle avec un certain humour et fait valoir leurs modifications au cours du temps, donc de leur dimension relative ; alors que pour Sarah Orne Jewett les cérémonies religieuses et civiles, les rites, les styles de vie sont des ancrages donnant identité aux personnes, et qu'il y va de la responsabilité de chacun de les incarner aussi bien pour les autres que devant Dieu.
Une autre influence de Deephaven est à noter, celle-ci est citée dans le roman lui-même. Il s'agit du roman A Summer in Leslie Goldthwaite's Life de Adeline Dutton Train Whitney (en). Les caractères des personnages principaux, dont la principale qui par ses rencontres lors d'un séjour dans les Montagnes Blanches rencontre diverses personnes locales auprès desquelles elle apprend la compassion, à distinguer le futile de l'utile et la tolérance. De même, l’environnement social est essentiellement féminin, femmes dont les personnalités plongent leurs racines dans leurs rapports à la nature. Cadre semblable à celui de Deephaven.
La notion de « maternité élargie » d'A. D. T. Whitney inspire à Sarah Orne Jewett la création de nombreux personnages de femmes au caractère maternel comme Kate et Ellen dans Deephaven conception héritée du transcendantalisme de Ralph Waldo Emerson. Courant de pensée familière à Sarah Orne Jewett depuis son enfance, son père Theodore Herman Jewett étant lui-même un disciple d'Emerson.
La dernière influence de Deephaven est la pensée d'Emanuel Swedenborg qu'elle a reçue par les écrits de Theophilus Parsons, qui suppriment les barrières entre l'esprit et la matière, les humains et la nature. Les traces de cette pensée se notent par la thématique de la transmigration des âmes qui est l'un des fils directeur de Deephaven. Croyance partagée par nombreuses figures de l'élite intellectuelle de cette époque comme William James, Elizabeth Barnett Browning, Arthur Conan Doyle et autres tout comme le roman est jalonné par des expériences extrasensorielles du type spiritisme.
Selon Paula Blanchard, Deephaven est un roman dont le fil directeur est le transcendantalisme, un des messages est celui de prêter attention au déclin de la culture. Les peines, les chagrins, les humiliations, les maladies, les épidémies, l’alcoolisme, les suicides étant les conséquences de ce déclin. Seule une communauté qui porte compassion et reconnaissance envers ses membres peut protéger les villages des forces obscures qui les assiègent.

#### Publication dePlay Days
Après la publication de Deephaven, son éditeur James Osgood presse Sarah Orne Jewett pour qu'elle lui présente un manuscrit d'un nouveau livre. Elle collecte et révise les différentes nouvelles pour enfants qu'elle a publiées au sein de différents magazines tels que The Independent (New York City) (en) et le St. Nicholas (magazine) (en), pour en faire un recueil de nouvelles qui sort en 1878 sous le titre de Play Days, A Book of Stories for Children. Ce recueil est composé de quinze nouvelles s'adressant à des enfants de huit à douze ans ; il est préfacé par un poème Discontent publié en 1876 par le magazine St. Nicholas. À l'instar de Hans Christian Andersen, Sarah Orne Jewett combine le merveilleux à la dureté de la réalité. Le recueil bénéficie d'un critique positive aussi bien aux États-Unis qu'au Royaume-Uni par la recension de la revue londonienne Saturday Review.

#### Voyages et tragédie

##### La fin de l'insouciance
En 1877, après la publication de Deephaven, et de Play Days, A Book of Stories for Children Sarah Orne Jewett quitte South Berwick pour entreprendre une série de voyages qui la mène à Concord dans le Massachusetts, Boston et Exeter. De janvier 1878 à avril 1878, elle se rend à Washington (district de Columbia) où elle séjourne chez son amie, l'épouse de l'ancien gouverneur du Massachusetts, William Claflin qui siège alors à la Chambre des représentants. Les Claflins présente Sarah Orne Jewett aux personnalités du monde littéraire de Washington lors de réceptions mondaines dont une est donnée à la Maison-Blanche. Quand elle quitte Washington, Sarah Orne Jewett éprouve la désagréable sensation que le temps de sa vie tranquille et insouciante est fini,.

##### La mort de son père
Sarah Orne Jewett s’inquiète de la santé de son père qui souffre de troubles cardiaques depuis plusieurs années. En août 1878, elle écrit à son amie Anna Dawes afin qu'elle puisse emmener son père au Crawford House (Crawford Notch, New Hampshire) (en) un hôtel de luxe situé dans les Montagnes Blanches. Il y séjourne avec son épouse et leur fille Mary. Le 19 septembre 1878, alors que Theodore Herman Jewett raccompagne un ami qui vient de lui rendre visite, il s'écroule, foudroyé par un infarctus du myocarde devant la porte de l'hôtel. Quand Sarah Orne Jewett apprend la nouvelle de la mort son père par télégramme, elle se trouve désemparée, elle écrit à Theophilus Parsons pour exprimer son désarroi, elle ne sait comment vivre sans son père ; selon son journal intime, pour la première fois elle comprend les significations du désespoir, de l’affliction et de la souffrance. Elle trouve du réconfort en allant dans le cabinet de son père, feuilleter ses manuels et livres. Sarah Orne Jewett compose deux poèmes à la mémoire de son père, dans le premier elle exprime combien la mort de son père est une brisure, dans le second elle souhaite que son père vive dans la joie d'un été permanent.

#### Difficultés d'écriture
Après la mort de son père, Sarah Orne Jewett ne trouve plus en elle les moyens pour écrire quoi que ce soit. Elle reprend des nouvelles qui sont publiées sous le titre de Old Friends And New par Houghton, Osgood and company en 1879. La plupart furent publiées par différents magazines. Les recensions sont globalement positives, comme celle du Saturday Review, du The Literary World (Boston) (en), celle de Horace Scudder dans les colonnes de l'Atlantic, seule celle du Harper's Magazine est mitigée.

#### Les époux Fields

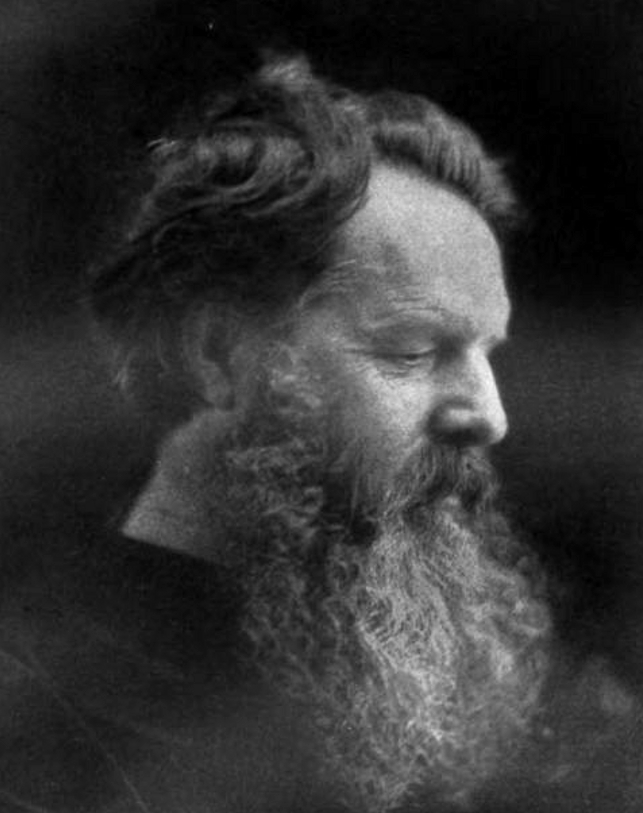
Photographie de James Thomas Fields prise par Julia Margaret Cameron

Le 3 décembre 1879, Sarah Orne Jewett est invitée à une réception qui se tient dans les locaux du magazine The Atlantic en l’honneur d'Oliver Wendell Holmes, autocrate qui a fait du magazine sa renommée et sa qualité. Sont également présents des personnalités prestigieuses comme William Dean Howells, Thomas Bailey Aldrich, Julia Ward Howe, Charles Dudley Warner, John Greenleaf Whittier, James Thomas Fields et son épouse Annie Adams Fields. Toutes ces figures du monde littéraire américain, sont ou deviendront des amis fidèles de Sarah Orne Jewett. Les époux Fields vont jouer un rôle décisif dans la vie de Sarah Orne Jewett.

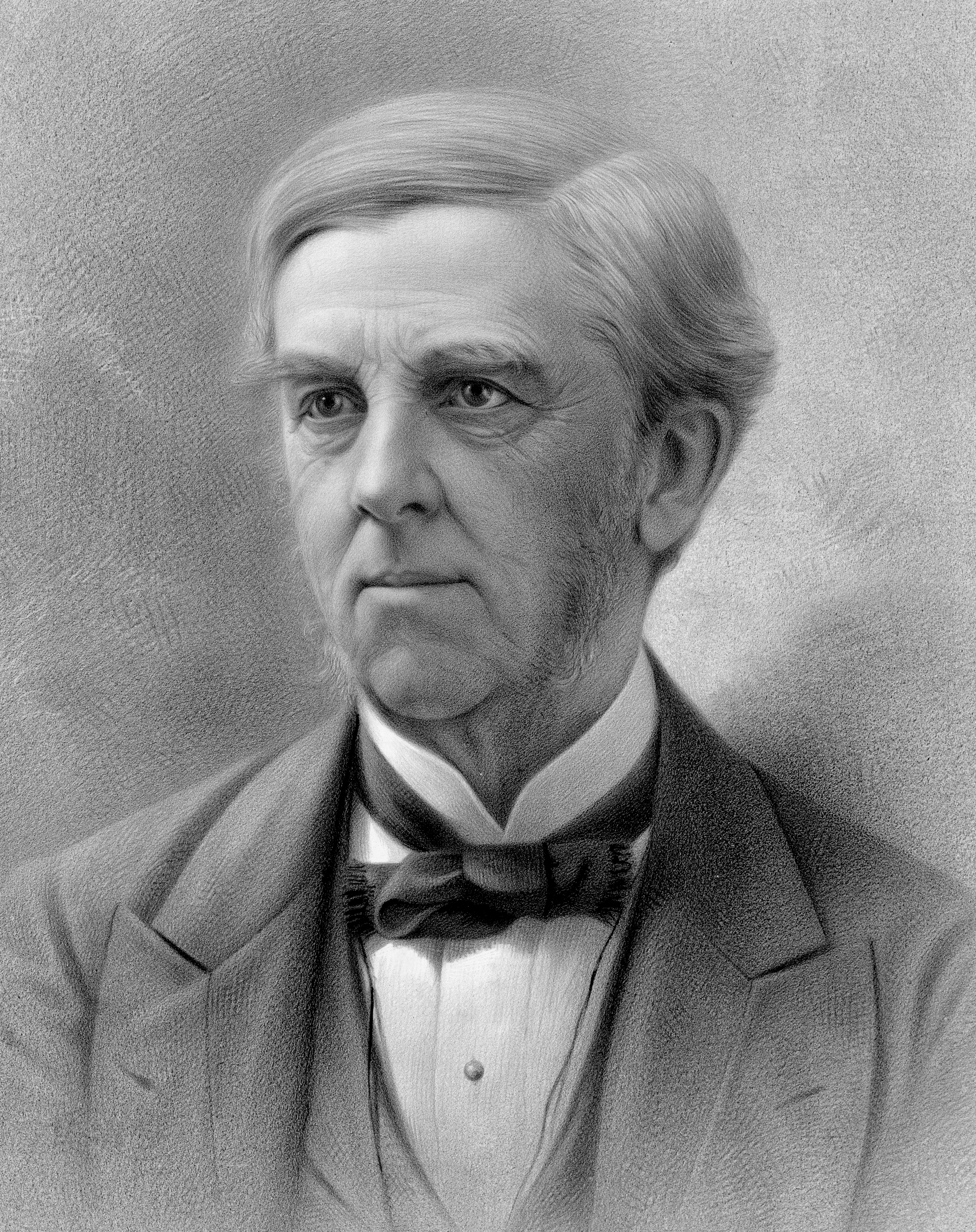
Photographie d'Olivier Wendell Holmes prise en 1879.

Le couple n'a pas eu d'enfants, Annie Adams Fields est l'assistante littéraire de son mari. Leur résidence de la Charles Street (Boston) (en), ouvre ses portes pour accueillir des personnalités du monde culturel, au sein de soirées animées par Annie Adams Fields, parmi les auteurs reçus, on remarque Ralph Waldo Emerson, Henry Wadsworth Longfellow, Nathaniel Hawthorne, Oliver Wendell Holmes, John Greenleaf Whittier, Harriet Beecher Stowe, John Singer Sargent, etc,.

##### Annie Adams Fields, endeuillée
Le 24 avril 1881, James Thomas Fields meurt à la suite d'une longue maladie, Ce décès dévaste son épouse, Annie Adams Fields qui porte son deuil jusqu'à la fin de sa vie. Sarah Orne Jewett qui connait combien la mort de parents peut rendre vulnérable lui rend visite. D'autant qu'auparavant Annie Adams Fields montra son soutien à Sarah Orne Jewett, de son écriture et de son besoin d'une vie sereine à l'abri des tumultes extérieurs, notamment à son recueil de nouvelles Country By-Ways paru en 1881 et dédicacé à son défunt père.

##### Nouveaux deuils

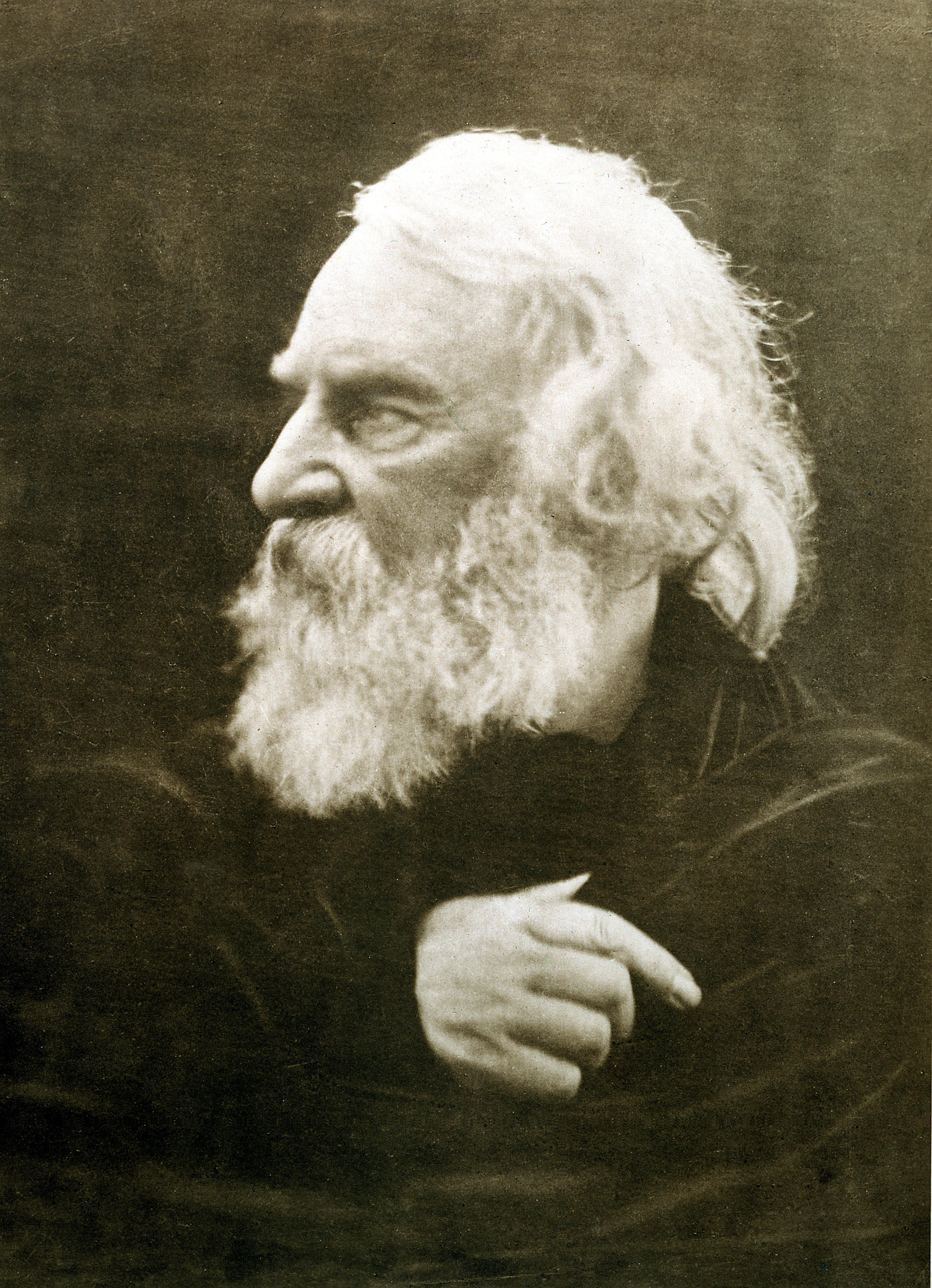
Photographie d'Henry Wadsworth Longfellow prise par Julia Margaret Cameron en 1868.

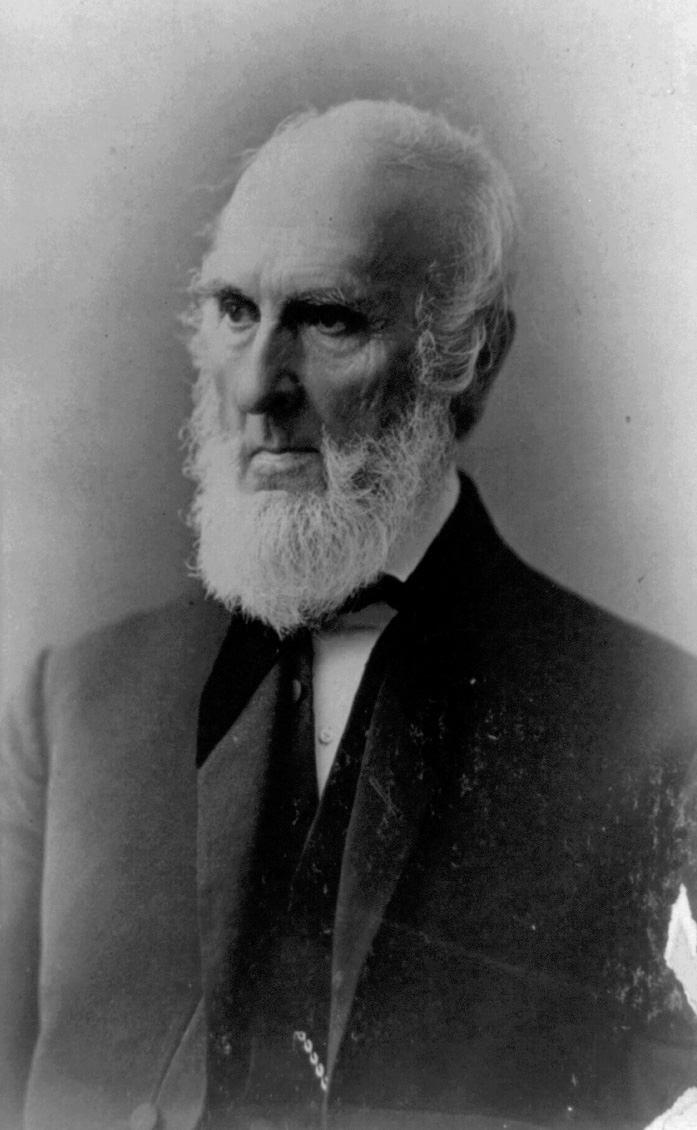
Photographie de John Greenleaf Whittier prise en 1885.

C'est Henry Wadsworth Longfellow qui présente Sarah Orne Jewett à Annie Adams Fields en 1880, alors que sa santé déclinait. Toutes deux se rendent à son chevet peu de temps avant sa mort. Lorsque Sarah Orne Jewett apprend la nouvelle de son décès qui a eu lieu le 24 mars 1882, elle écrit à Annie Adams Fields pour lui rappeler leur visite commune. Peu de temps avant, elle apprend que Theophilus Parsons est mort le 26 janvier 1882.

##### Voyage en Europe

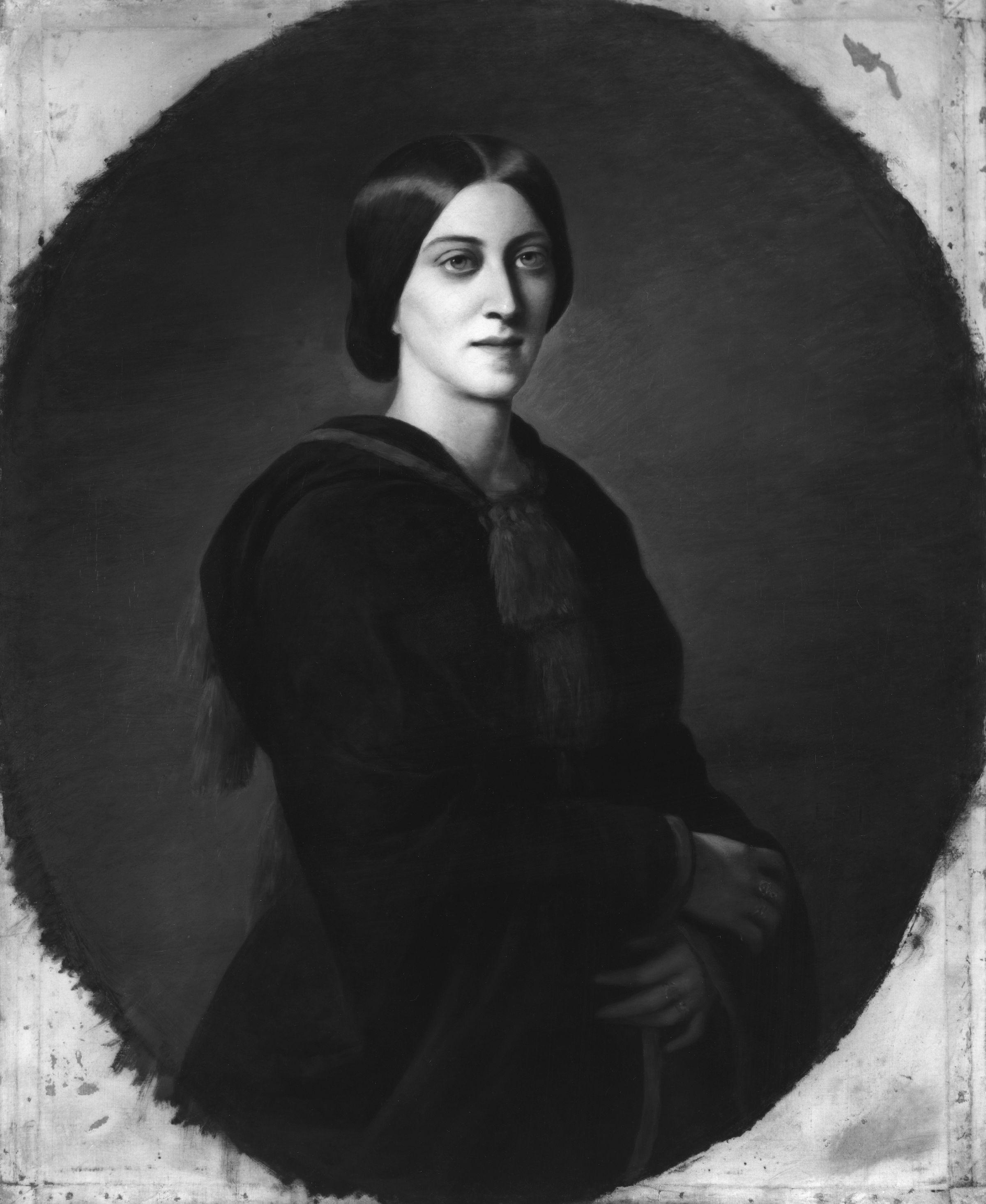
Portrait d'Adelaïde Anne Procter par la peintre Emma Gaggiotti Richards.

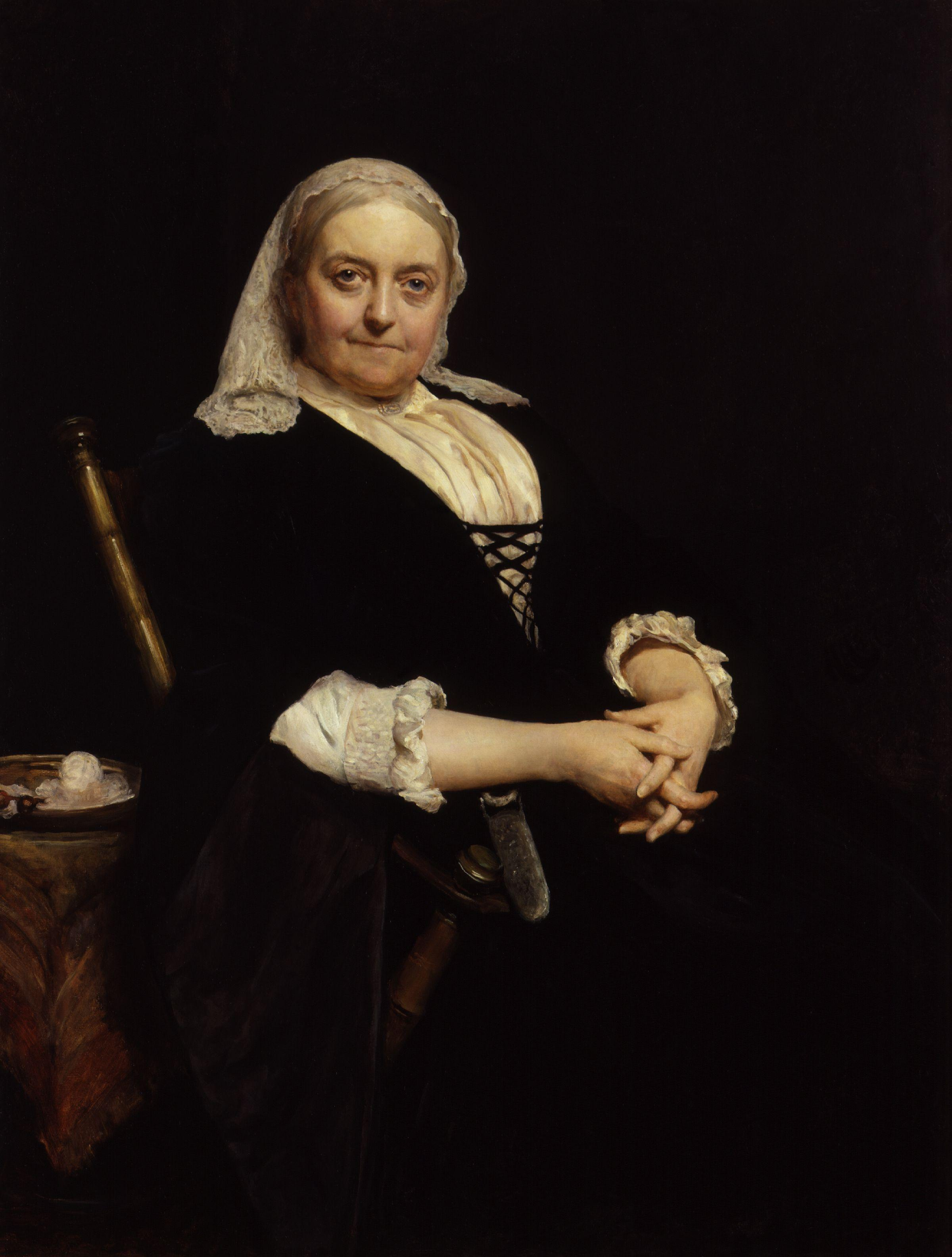
Portrait de Dinah Maria Craik peint par Hubert von Herkomer.

Après une séance de spiritisme qui rassure Annie Adams Fields sur la vie dans l'au-delà de son défunt mari, la médium lui prédit un voyage qui lui fera le plus grand des biens. À la suite de cette séance, par un échange de lettres, Sarah Orne Jewett et John Greenleaf Whittier se mettent d'accord qu'une croisière serait nécessaire pour apaiser le chagrin d'Annie Adams Fields. Sarah Orne Jewett aide Annie Adams Fields pour organiser le voyage. Le 24 mai 1882, accompagnées par Liza, la servante d'Annie Adams Fields, elles s'embarquent sur le paquebot Scytia. Quand elles font escale à Queenstown, le 3 juin 1882, elles passent dix jours en Irlande. Elles séjournent au prestigieux Shelbourne Hotel à Dublin, elles visitent le Phoenix Park, la cathédrale Saint-Patrick, et rendent hommage à Jonathan Swift par un pèlerinage à son domaine. Elles vont également sur le site de la Chaussée des Géants. Elles rendent également visite à la comédienne Ellen Terry, à l'acteur Edwin Booth, la poète Christina Rossetti, le romancier et dramaturge Charles Reade et enfin elles font une halte d'une journée au village de Blacklion d'où est originaire la famille de Liza. Elles reprennent le bateau pour une escale à Londres, Annie Adams Fields y entraîne Sarah Orne Jewett pour voir l'abbaye de Westminster, la National Gallery, les quartiers de Covent Garden, Temple, Londres (en) et de Piccadilly. Elles vont au théâtre assister à une représentation de Roméo et Juliette par les comédiens Henry Irving et Ellen Terry, spectacle qui est le summum de ce qu'une jeune Américaine peut espérer. Annie Adams Fields présente Sarah Orne Jewett à ses amis londoniens, les enfants de Charles Dickens, les époux Bennoch, les poètes Adelaide Anne Procter et Dinah Craik, l'écrivain écossais George MacDonald, la spécialiste de Shakespeare Mary Cowden Clarke (en) et la réformatrice sociale Octavia Hill. Après ce séjour londonien, à la mi-juin, elles se rendent à l'île de Wight où elles rendent visite au poète Alfred Tennyson, un vieil ami d'Annie Adams Fields. Puis, le 15 juillet 1882, elles partent pour la Norvège où elles rendent visite à la veuve du violoniste Ole Bull. Quand leur bateau atteint le continent, elles font du tourisme aux Pays-Bas, en Suisse, Allemagne, l'Italie où elles arrivent le 30 août 1882 ; elles y visitent Venise, Florence et Rome. Après leur séjour romain elles se rendent à Paris, elles y visitent le musée du Louvre et passent une journée à Versailles. Puis elles rejoignent le Royaume-Uni où à la fin du mois d'octobre 1882, elles s'embarquent sur le Parthia pour retourner aux États-Unis. Cette croisière, où pendant cinq mois elles ont pu partager leurs passions culturelles, littéraires, est le fondement de leur amitié,.

#### Annie Adams Fields et Sarah Orne Jewett, une relation complexe

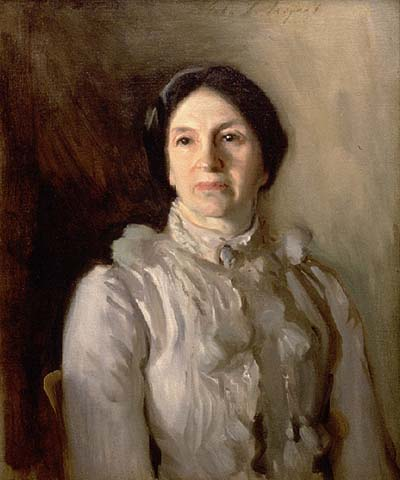
Tableau d'Annie Adams Fields peint par John Singer Sargent.

##### Asymétrie?
Lorsque Annie Adams Fields et Sarah Orne Jewett sont de retour au pays, cette dernière rend régulièrement visite à Annie Adams Fields pour des séjours plus ou moins longs. La nature de la relation qu'elles entretiennent donne matière à plusieurs spéculations plus ou moins controversées. Plusieurs biographes font valoir la différence d'âge entre les deux femmes, Annie Adams Fields est de quinze ans l'aînée de Sarah Orne Jewett. Dans plusieurs lettres adressées à Sarah Orne Jewett, Annie Adams Fields la considère comme une enfant, en utilisant des termes comme « Ma très chère enfant », « Notre chère Sarah » sa « Pinny » ou « Pinny Lawson »
. De son côté, Sarah Orne Jewett qualifie Annie Adams Fields de « Mate », terme plurivoque qui peut, selon le contexte, se traduire par camarade, amie, compagne préférée,,.

##### Le contexte de la guerre de Sécession

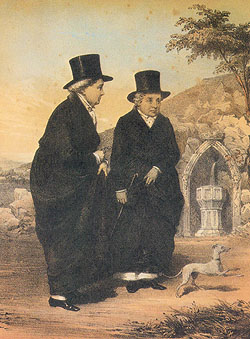
Image de veuves unies au sein d'un mariage de Boston.

Leur relation n'est-elle à situer dans le contexte de la guerre de Sécession ? Durant ce conflit, de nombreux hommes mariés ou en âge de se marier meurent sur le front, avec pour conséquence de nombreuses veuves et de fiancées en deuil. Pour des raisons de commodités, plusieurs d'entre elles décident de réunir leurs biens mobiliers et immobiliers au sein de ce qu'on appelle des mariages de Boston sans que l'on puisse préjuger d'une quelconque relation sexuelle. Il est difficile d'établir la proportion de relations lesbiennes au sein de ces unions car les femmes de cette époque ne parlent pas de leur vie sexuelle, et même dans leurs écrits si ce n'est que par des allusions autant fines qu'équivoques,.

##### Évolution de leur relation
Contrairement à une idée reçue, Sarah Orne Jewett et Annie Adams Fields n'ont pas entamé une relation lesbienne dès le début de leur rencontre comme en témoignent des lettres de Sarah Orne Jewett à sa sœur Anna qualifiant Annie Adams Fields de « Très chère amie ». Depuis la mort de son père, Sarah Orne Jewett est en recherche d'une figure qui puisse le remplacer, et celle-ci est Annie Adams Fields qui de fait, prend une place de mentor, de soutien affectif procurant confiance et sentiment de sécurité dans une relation mère-fille. C'est bien grâce à ce soutien que Sarah Orne Jewett publie en 1884 son recueil de nouvelles The Mate of the Daylight, and Friends ashore dédicacé à Annie Adams Fields. Relation qui n'enlève rien à sa dimension passionnelle, pleine de ferveur. Si Annie Adams Fields prend une place de mère, n'est-ce pas aussi par la compassion sincère que lui a témoignée Sarah Orne Jewett lors des premiers jours de son veuvage ,?

##### Déméter et Perséphone?

Photographie de Harriet Elizabeth Prescott Spofford.

En référence au livre The Return of Persephone d'Annie Adams Fields publié en 1877, des proches ont trouvé que la relation entre Annie Adams Fields et Sarah Orne Jewett est comparable à la relation entre Déméter et Perséphone, image suggérée par un poème de John Greenleaf Whittier et surtout par Harriet Elizabeth Prescott Spofford qui dans A Little Book of Friends, au chapitres consacrés aux biographies d'Annie Adams Fields et Sarah Orne Jewett qui évoquent directement l'analogie des relations entre Déméter et Perséphone comme étant une clé de compréhension pour comprendre la complexité de leur relation entre vie, mort, résurrection, transcendance.

#### Sarah Orne Jewett et Celia Thaxter

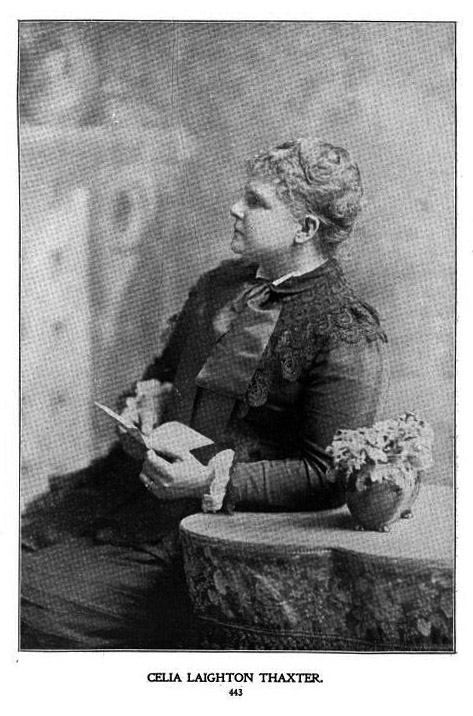
Photographie de Celia Thaxter.

C'est par l'intermédiaire d'Annie Adams Fields dont elle est une des protégées, que Celia Thaxter, entre dans le cercle des amies de Sarah Orne Jewett au début des années 1880. Comme pour Sarah Orne Jewett, c'est par les encouragements de William Dean Howells, James Osgood qu'elle publie son roman Among the Isles of Shoals en 1873. Après la mort de sa mère, elle passe les étés dans son cottage à l'Appledore Island (en) et le reste de l'année, elle loge dans un hôtel de Boston ce qui lui permet de fréquenter les cercles littéraires et artistiques de la Nouvelle-Angleterre. Durant les premières années de son amitié avec Sarah Orne Jewett, elle est encore marquée par la perte de sa mère. Pendant des années, Sarah Orne Jewett est sa seule amie. À partir de 1882, Celia Thaxter devient une adepte du spiritisme et plus particulièrement de la médium Rose Darrah. Elle clame qu'elle a pu s'entretenir avec plusieurs défunts dont James Fields et Theodore Herman Jewett, probablement la même médium que Sarah Orne Jewett et Annie Adams Fields ont consultée avant leur croisière de 1882. Les trois femmes demeurent pendant des années des sympathisantes du spiritisme. Celia Thaxter partage avec Sarah Orne Jewett son amour de la nature avec une passion qui étonne Sarah Orne Jewett elle-même par son intensité. L'une comme l'autre vouent une admiration envers John Greenleaf Whittier qui représente pour elles la quintessence de la tradition d'antan.
Celia Thaxter partage également avec Sarah Orne Jewett son amour pour les personnes, les contes et légendes de la campagne, la foi en la vertu enseignée par ces histoires à l'instar de John Greenleaf Whittier.

#### Sarah Orne Jewett et John Greenleaf Whittier

##### Une admiration réciproque

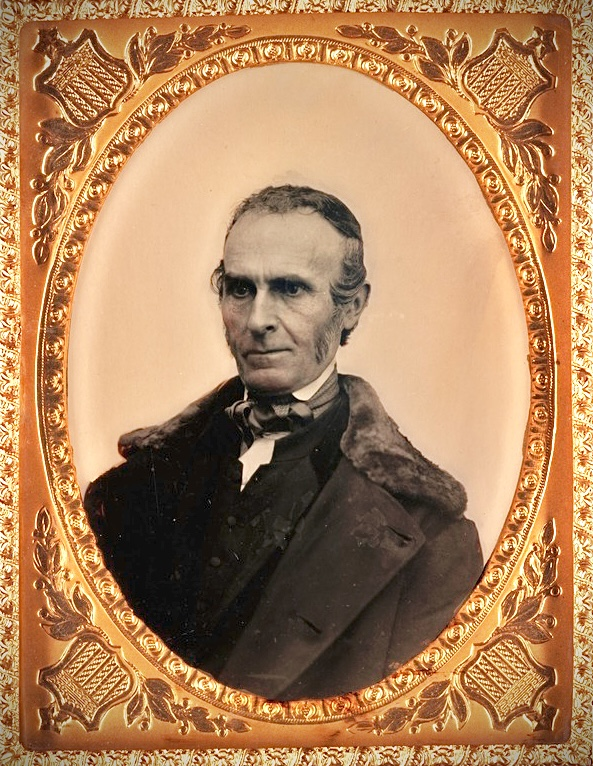
Daguerréotype de John Greenleaf Whittier.

Quand Sarah Orne Jewett envoie un exemplaire de son roman Deephaven à John Greenleaf Whittier, ce dernier lui écrit « je viens de lire Deephaven au moins une douzaine de fois, et je te suis infiniment reconnaissant d'avoir écrit un tel livre, si simple, si pur et si fidèle à la nature ». Plus tard, ils se rencontrent à la résidence d'Annie Adams Fields de Boston en 1882 ; au sujet de cette visite John Greenleaf Whittier écrit à Sarah Orne Jewett « Je me demande comment je vais pouvoir continuer mes vieilles habitudes après mon agréable séjour à Boston et votre si charmante compagnie ». Plaisir partagé par Sarah Orne Jewett qui lui dédie un poème The Eagle Trees. Elle s'est particulièrement appliquée quant à la rédaction de ce poème, elle a toujours eu des difficultés à composer des poésies. Elle utilise non sans talent des métaphores et à l'instar de Mary Shelley et John Keats elle crée son propre schéma de rimes (en). Ce poème est envoyé à son dédicataire durant l'été 1882 pour accompagner une lettre d'invitation à South Berwick. John Greenleaf Whittier lui répond en lui dédicaçant à son tour un poème Gods Speed au schéma de rimes également original. Ce poème est publié dans son recueil de poèmes The Bay of Seven Islands And Other Poems édité en 1883. Après la mort de John Greenleaf Whittier, il est procédé à un inventaire de ses biens et de sa bibliothèque, le manuscrit du poème de Sarah Orne Jewett y est inventorié. Après diverses ventes, ce manuscrit atterrit à la bibliothèque du Colby College. Lorsque le poème est publié, Oliver Wendell Holmes écrit « Certes ce n'est pas un grand poème, mais il est un contrepoids à la faible solidarité qui règne au sein de la Mutual Admiration Society de la Nouvelle Angleterre ».

##### La dette envers John Greenleaf Whittier
La dette de Sarah Orne Jewett envers John Greenleaf Whittier se remarque par différents indices. Le nom du médecin Leslie, personnage du roman A Country Doctor est probablement un clin d'oeil à un ami de John Greenleaf Whittier, médecin à Amesbury. Elle lui doit également le contexte de sa nouvelle The King of Folly Island où l'héroïne est calquée sur la personnalité de Phoebe, nièce de Whittier. Il est à penser qu'il est pour Sarah Orne Jewett qu'il est un père de substitution, une inspiration littéraire, notamment quant à la fonction éthique et spirituelle de la littérature. Comme elle, il est célibataire aimant la compagnie des femmes, vivant avec sa sœur, ses nièces et cousines. En 1883, après la mort du frère de John Greenleaf Whittier, ce dernier se retire dans la région du North Shore (Massachusetts) (en) et passe l'été dans sa résidence de Holderness dans le New Hampshire. C'est à Holderness que Sarah Orne Jewett et Annie Adams Fields lui rendent régulièrement visite et lui proposent de passer les hivers chez elles, proposition qu'il décline. Parmi les nombreux amis de Sarah Orne Jewett Celia Thaxter et John Greenleaf Whittier sont probablement ses amis les plus proches.

#### Publication deA Country Doctor

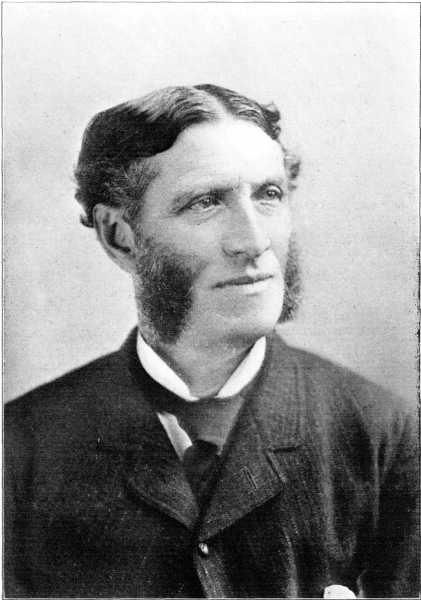
Photographie de Matthew Arnold.

En 1884 un invité de marque se présente à la résidence d'Annie Adams Fields de la Charles Street, il s'agit du critique et poète britannique Matthew Arnold, accompagné de son épouse Frances, qui vient aux États-Unis pour faire une série de conférences. Durant la soirée, Annie Adams Fields et Sarah Orne Jewett écoutent Matthew Arnold lire des extraits de son recueil de poèmes The Scholar Gypsy, cela pour le plus grand plaisir de Sarah Orne Jewett qui est une lectrice assidue de Matthew Arnold. Elle admire chez lui son gout pour la littérature classique, son conservatisme politique et sa croyance en la supériorité des peuples germaniques, pour cela elle le range dans son panthéon des grands hommes aux côtés de William Makepeace Thackeray, Alfred Tennyson et Léon Tolstoï. Peu de temps après la visite de Matthew Arnold, A Country Doctor est publié. Les recensions sont négatives, la plupart du temps elles prennent un ton de condescendance ou délibérément borné. Les critiques comme celles du Lippincott's Monthly Magazine (en) et de la Saturday Review (revue américaine) (en) l'éreintent, passent sous silence le féminisme du roman et déplorent un style ennuyeux voire terne ; même Horace Scudder de l'Atlantic se montre dubitatif, seuls deux critiques écrivent des recensions positives, celle du New-York Spectator (en) et celle de William Morton Payne (en) du The Dial (magazine) (en) qui saluent comment Sarah Orne Jewett traite ses thématiques et les argumente.
A Country Doctor contient des éléments autobiographiques, la doctoresse Leslie, personnage central, est un hommage au père de Sarah Orne Jewett, Theodore Herman Jewett, et son nom n'est-il pas aussi un hommage au docteur Horace Granville Leslie qui pratiquaient à Amesbury, connu pour son humanisme et sa culture. L'autre personnage principal de A Country Doctor, Nan Prince qui accompagne le docteur Leslie, rappelle la jeune Sarah Orne Jewett qui accompagnait son père lors de ses tournées.

#### Publication deThe Mate of the Daylight
En revanche lorsque la même année (1884) est publié son recueil de nouvelles The Mate of the Daylight, les recensions sont globalement positives. William Dean Howells dans The Century Magazine écrit qu'il a lu les différentes nouvelles avec l'impression de parler directement avec les personnages. George Parsons Lathrop (en) écrit dans la revue The Atlantic qu'il est frappé par le réalisme des nouvelles et « plus particulièrement quant aux dialectes locaux et les visions du monde propres à ces régions ». Le critique du The Literary World (Boston) (en) lui promet une longue carrière.

#### Publication deA Marsh Island

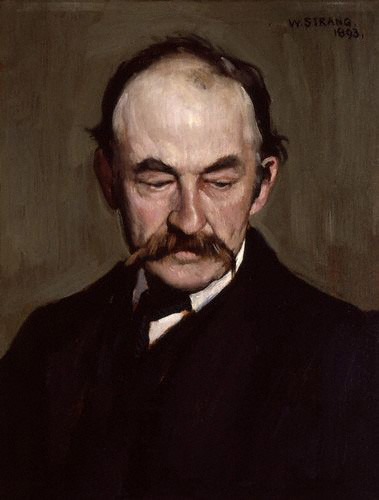
Portrait de Thomas Hardy par le peintre William Strang.

En 1885, est publié le troisième roman de Sarah Orne Jewett A Marsh Island, inspiré par le roman The Return of the Native du britannique Thomas Hardy, l'un comme l'autre ont pour cadre la campagne d'une île anglaise ou se vit un triangle amoureux. Le personnage principal est une peintre paysagiste qui met en valeur la vie rurale mais pour gagner sa vie, elle se doit retourner à la vie urbaine. La critique est positive, que ce soit à sa parution par le The Literary World (New York) (en) ou au XXe siècle par Marjorie Kinnan Rawlings, cette dernière estime qu'il s'agit de son meilleur écrit décrivant la vie rurale. La recension du Harper's se concentre sur l'idylle du roman et des descriptions de paysage semblables à des aquarelles. Pour le critique Arthur Hobson Quinn, A Marsh Island est « long poème en prose célébrant la terre et la mer, mais ce n'est pas un roman ».

#### Sarah Orne Jewett et Marie Thérèse Blanc

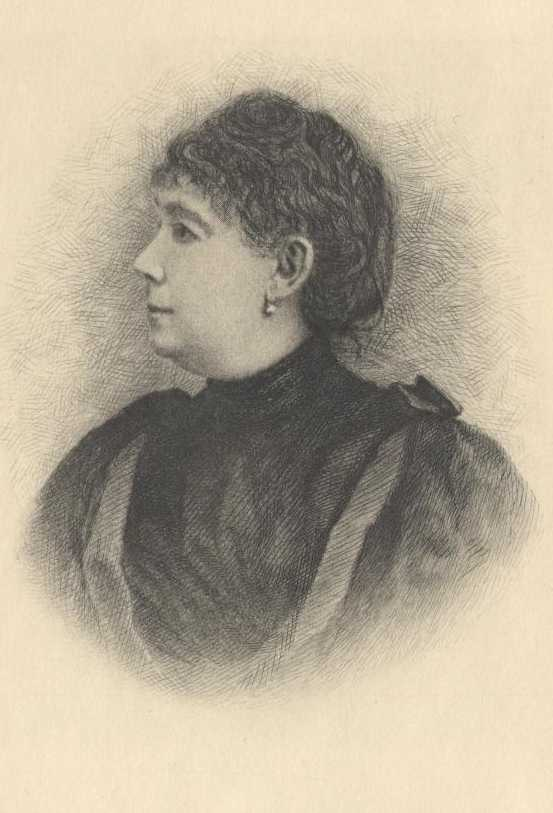
Portrait de Marie Thérèse Blanc.

Au début de l'année 1885, Sarah Orne Jewett entame une amitié avec la Française Marie Thérèse Blanc, amitié qui s'est faite principalement par une correspondance suivie. Elles se sont rencontrées la première fois, lors d'un séjour de Sarah Orne Jewett et d'Annie Adams Fields à Paris où Marie Thérèse Blanc leur a fait visiter Paris et ses environs. Cette dernière est une spécialiste de la littérature américaine, elle a traduit en français de nombreux auteurs américains Bret Harte, Thomas Bailey Aldrich, Sidney Lanier, Hamlin Garland, Thomas Nelson Page (en), George Washington Cable et Mark Twain, par son travail, elle a été trois fois couronnée par l’Académie française. C'est par une recension de A Country Doctor de la Revue des Deux Mondes en date du 1er février 1885, rédigée par Marie Thérèse Blanc sous son nom de plume de Thérèse Bentzon, qu'elles font connaissance. Cette dernière, quand elle rédige sa critique, est intriguée par ce portrait d'une jeune doctoresse qui doit se battre pour être acceptée. Elle en profite également pour faire une analyse de Deephaven et de trois de ses recueils de nouvelles. Tout au long de cette recension qui prend les dimensions d'un essai, Marie Thérèse Blanc analyse les traits littéraires spécifiques à Sarah Orne Jewett, sa capacité à décrire les gens du Maine, les paysages du Maine. Elle compare Sarah Orne Jewett à George Eliot, pour elle George Eliot est un génie littéraire, alors que le style de Sarah Orne Jewett relève du talent littéraire. Ce qui ne l’empêche pas de priser au plus haut point son côté bucolique, pastoral. Dès qu'elle a pris connaissance de la recension de Sarah Orne Jewett, Sarah Orne Jewett lui écrit pour la remercier. Par Marie Thérèse Blanc, la notoriété de Sarah Orne Jewett va au-delà du monde anglophone, grâce à la traduction d'une de ses nouvelles The Traveler. De son côté Sarah Orne Jewett diffuse l'œuvre de Marie Thérèse Blanc auprès des rédacteurs en chef et directeurs littéraires des maisons d'édition américaines. Il est également à noter que Marie Thérèse Blanc a fait connaitre l'œuvre de George Sand à Sarah Orne Jewett,,.

#### La publication deA White Heron and Others Stories

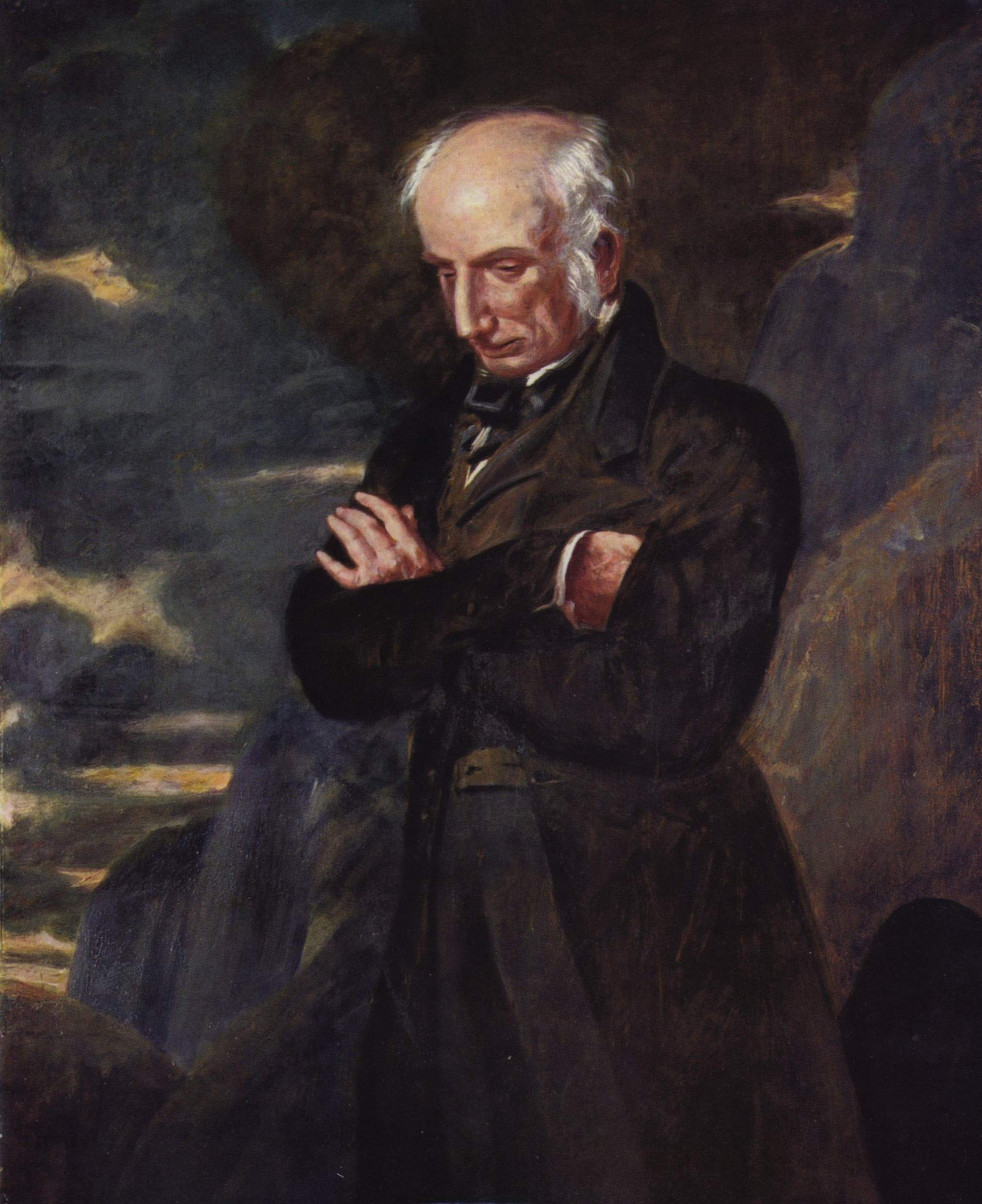
Portait de William Wordsworth peint par Benjamin Roberts.

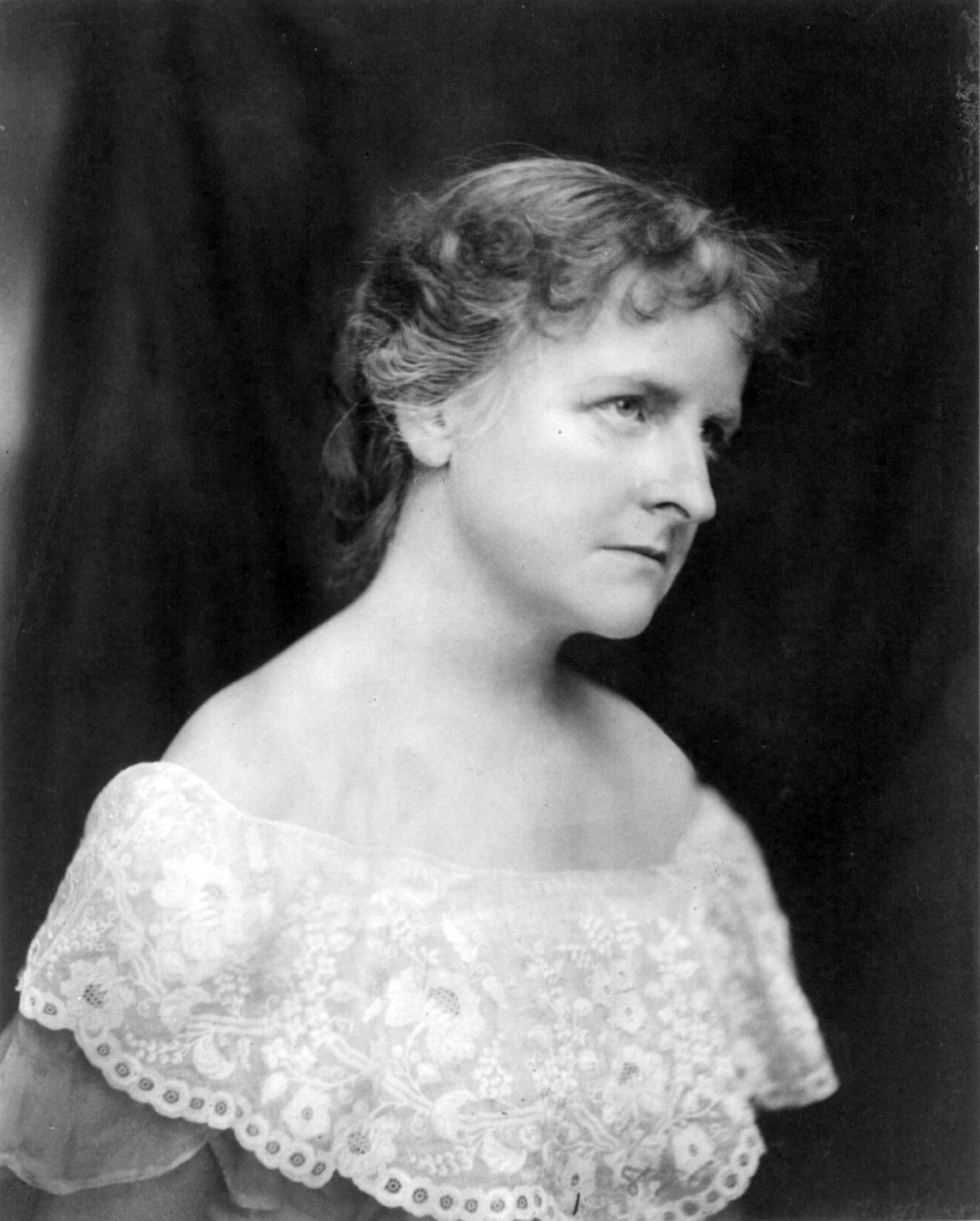
Portait photographique de Mary Eleanor Wilkins Freeman.

En 1886, est publié le recueil de nouvelles A White Heron and Others Stories. Avant sa publication, Sarah Orne Jewett se demande si le nouveau titre va intéresser les éditeurs, le trouvant trop romantique. A White Heron est publié avec huit autres nouvelles. À sa grande surprise, c'est un succès. Le personnage principal de A White Heron est Sylvia, une jeune femme âgée de 19 ans qui vit avec sa grand-mère dans une ferme isolée dans les forêts du Maine. Sylvia vient de la ville, mais arrivée dans cette ferme, elle communie avec les arbres, les fleurs, les oiseaux, les animaux de la forêt pour se faire une avec son environnement, fusion semblable à celle vécue par le poète romantique William Wordsworth, notamment par son poème Tintern Abbey. Un jour, un jeune ornithologue rencontre Sylvia et lui fait savoir qu'il est à la recherche d'un oiseau rare un héron blanc plus précisément à aigrette blanche avec le projet de le tuer et de le faire empailler pour l'exposer comme trophée. Tombée sous le charme du jeune ornithologue, elle part avec lui à la recherche du héron blanc, elle déniche, en haut d'un arbre, le nid d'un héron blanc. Elle escalade l'arbre et une fois arrivée, elle ne peut se résoudre à le capturer, par le fait que du haut de son arbre elle partage avec lui le spectacle d'une aube dorée, elle renonce à le capturer, une fois descendue, elle dit à l'ornithologue qu'elle n'a trouvé que des branches mortes de pruche.
Parmi les critiques, Marie Thérèse Blanc écrit un compte-rendu élogieux sur le naturalisme de A White Heron and Others Stories au sein de la Revue des Deux Mondes en septembre 1887, de son côté, la romancière de la Nouvelle Angleterre, Mary Eleanor Wilkins Freeman écrit que pour sa part elle ne connait personne qui écrive aussi bien, A White Heron peut être comparée à la nouvelle Trois morts (en) de Léon Tolstoï, la recension du Literary World écrit « Il s'agit du plus pur et du plus tendre, du plus idyllique des ouvrages de mademoiselle Jewett », la plupart des critiques estiment que la nouvelle titre A White Heron est la meilleure du recueil.

#### Sarah Orne Jewett et Gustave Flaubert

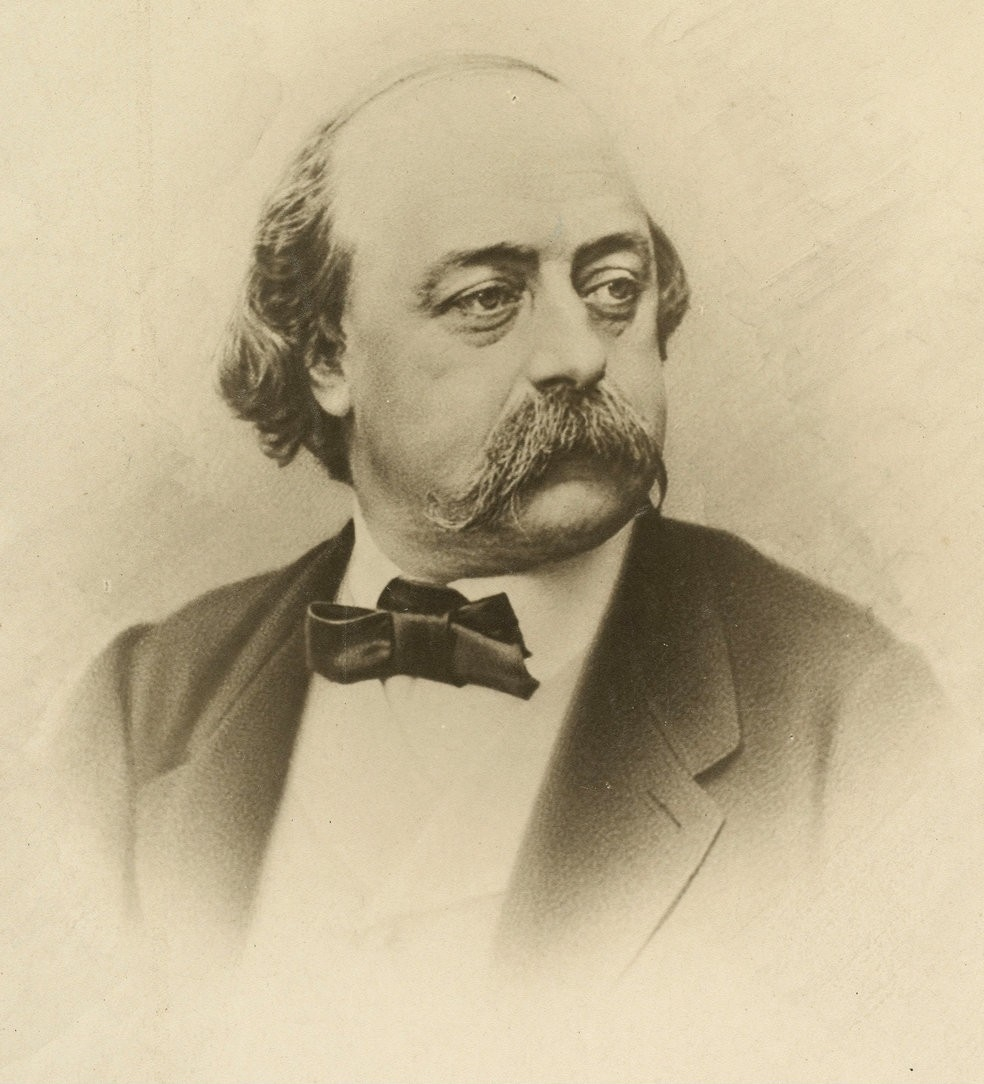
Photographie de Gustave Flaubert prise par Nadar.

Sa renommée étant faite, Sarah Orne Jewett se met à lire les auteurs contemporains, elle est plus particulièrement attirée par l'œuvre de Gustave Flaubert notamment par Madame Bovary. Elle fait siens les deux conseils d'écriture de Gustave Flaubert, le premier « Écrire la vie ordinaire comme on écrit l'histoire » et le second « Ce n'est pas de faire rire, ni de faire pleurer, ni de vous mettre en fureur, mais d'agir à la façon de la nature, c'est-à-dire de faire rêver ». Comme Gustave Flaubert, sa célébrité fait qu'elle doit prodiguer des conseils d'écriture, comme celui de rédiger selon son propre style et de lire et relire les grands auteurs américains, britanniques, russes et français comme elle même le fait, de consulter les biographies de ces écrivains pour comprendre leur personnalité et pourquoi ils écrivent, et surtout de ne pas écrire sur les gens, mais des gens « juste comme ils sont » et ajoute la nécessité d'une inspiration quasi divine « Les grands messages et découvertes de la littérature viennent à nous, ils s'écrivent par nous et d'un certain sens nous ne pouvons les contrôler ».

#### La publication deThe Story of the Normans

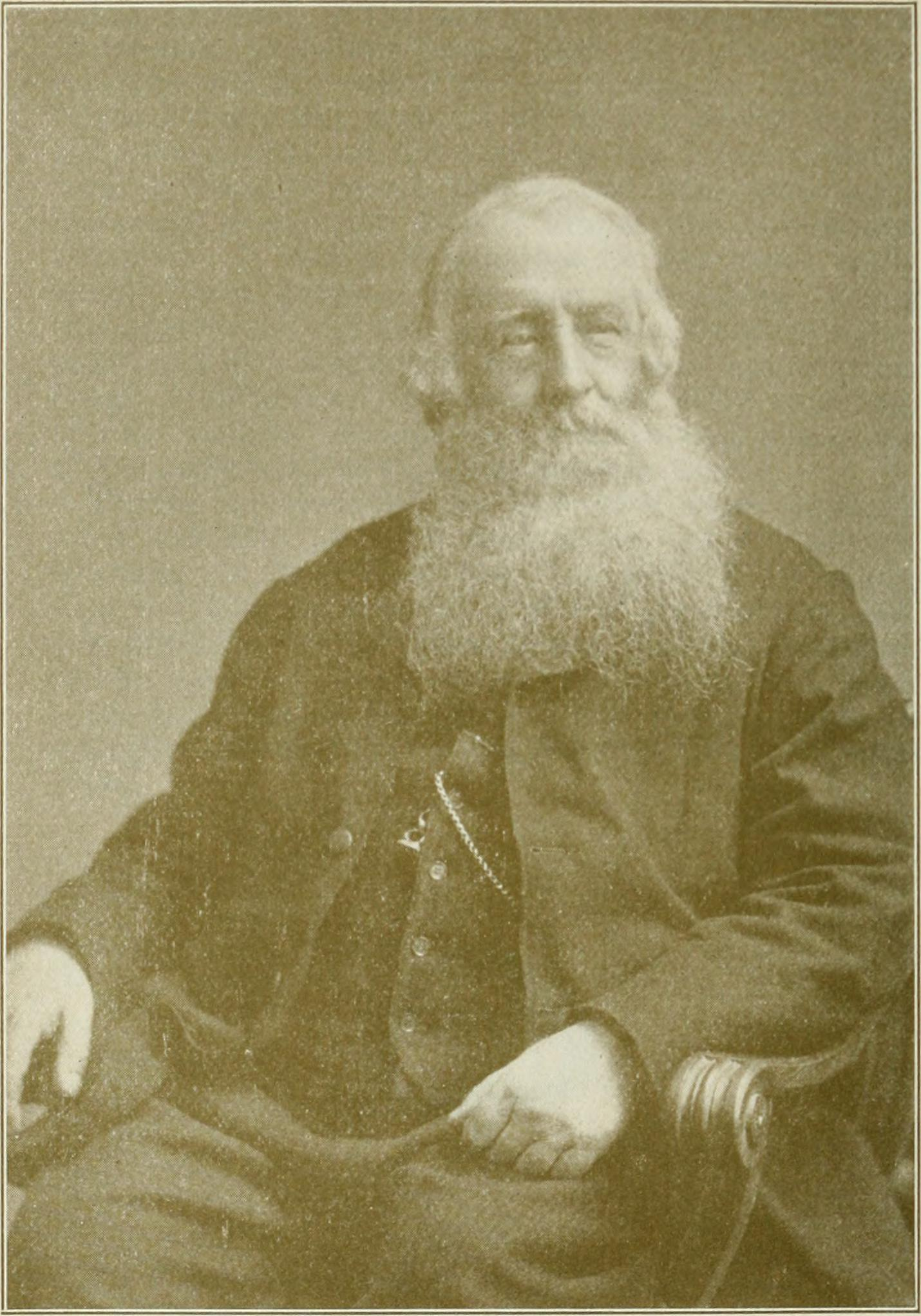
Photographie d'Edward Augustus Freeman.

En 1886, pendant que Sarah Orne Jewett travaille pour le Musée de Boston, elle écrit une lettre à Annie Adams Fields pour lui part de sa lecture de The Story of the Nation, un livre pour la jeunesse où il est question des Normands. Intriguée, elle fait une recherche sur l'histoire des Normands et des Vikings, elle s'appuie notamment sur la monumentale The History of the Norman Conquest of England (en) en cinq volumes écrite par le professeur d'Oxford, Edward Augustus Freeman. Elle entame une correspondance avec ce dernier pour lui demander des éclaircissements sur telle ou telle question. À partir de ses notes de lectures et remarques de Edward Augustus Freeman, Sarah Orne Jewett finalise un essai The Story of the Normans qui parait en 1887. Cet essai connait un vif succès aussi bien aux États-Unis qu'en Angleterre, les critiques sont toutes favorables comme celles du The Times-Picayune journal de La Nouvelle-Orléans ou du Dial. Les critiques modernes sont plus que réservés quant à une prétendue supériorité des peuples scandinaves. Cette suprématie des peuples Normands et Vikings est reprise dans sa nouvelle The King of Folly Island parue en 1899,.

#### 1891-1894, les années sombres

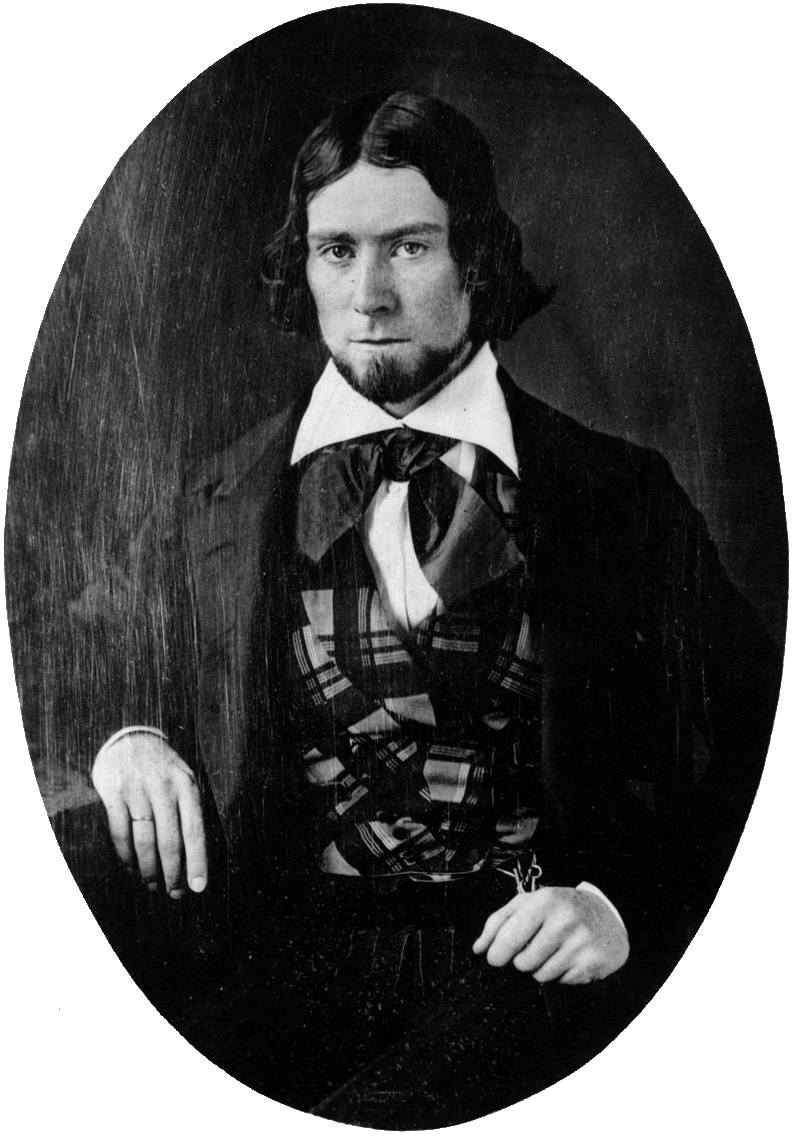
Daguerréotype de James Russell Lowell réalisé en 1844.

##### Une santé défaillante assombrie par des deuils
À partir de 1890, la santé de Sarah Orne Jewett se dégrade, Annie Adams Fields prend soin d'elle, malgré son état elle continue d'écrire. Le 12 août 1891, elle apprend la mort de son ami, le poète, critique littéraire et diplomate James Russell Lowell dans sa résidence de Cambridge dans le Massachusetts où elle s'est rendu plusieurs fois pour échanger sur des livres et l'écriture. James Russell Lowell a rendu régulièrement visite à Sarah Orne Jewett, c'est lors d'une de ces visites qu'il lui a fait connaître la poésie de John Donne. Une de ses dernières lettres s'adresse à Sarah Orne Jewett où il lui signifie combien il apprécie son œuvre et la termine par « affectueusement vôtre ». À ce deuil se rajoute la mort de sa mère Caroline Frances Perry Jewett qui a eu lieu le 21 octobre 1891.

##### Un second voyage en Europe

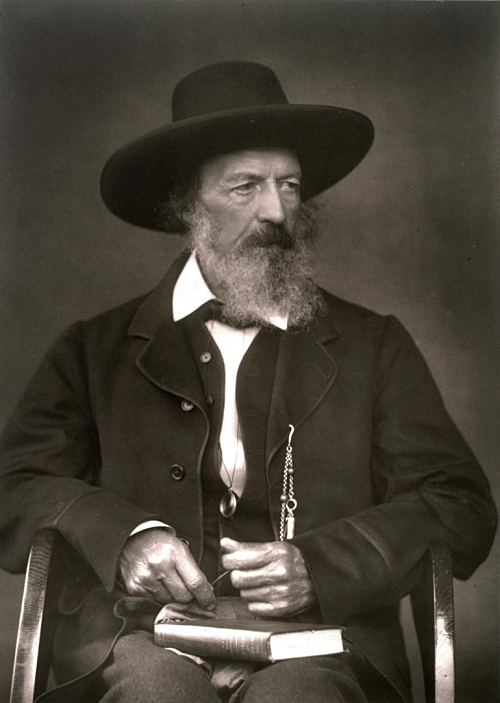
Photographie d'Alfred Tennyson prise par Julia Margaret Cameron.

En février 1892, Sarah Orne Jewett et Annie Adams Fields s'embarquent à bord du Werra pour un second voyage en Europe. Dans un premier temps, elles visitent l'Italie après quoi, elles se rendent en France. À Paris, elles sont invitées par Thérèse Blanc. Cette dernière les introduit auprès de ses amis littéraires et les emmènent faire le tour de Paris et ses environs. Après cela, elles se rendent notamment à Chamonix et Barbizon. Après le dîner, elles se promènent dans la campagne où elles entendent sonner l'Angelus ce qui leur rappelle la peinture de Jean François Millet. Puis elles partent pour la Grande Bretagne, elles s'arrêtent à Whitby où elles rendent visite à George du Maurier le grand père de Daphné du Maurier. Le point fort de leur séjour britannique est quand elles rendent visite à Alfred Tennyson et son épouse dans leur résidence d'Aldworth.

##### Retour et deuils
De retour chez elles, apprennent la mort d'Alfred Tennyson, Sarah Orne Jewett écrit « Parmi les grands hommes que j'ai pu rencontrer et aimer, aucun ne peut lui être comparé ]...[ il était pour moi comme un roi en captivité, un de ces rois d'antan de droit divin trônant dans un retrait sacré ». Puis un décès les affectent plus particulièrement c'est celui de leur ami intime John Greenleaf Whittier mort le 7 septembre 1892.

##### L'exposition universelle de 1893 et nouveaux deuils

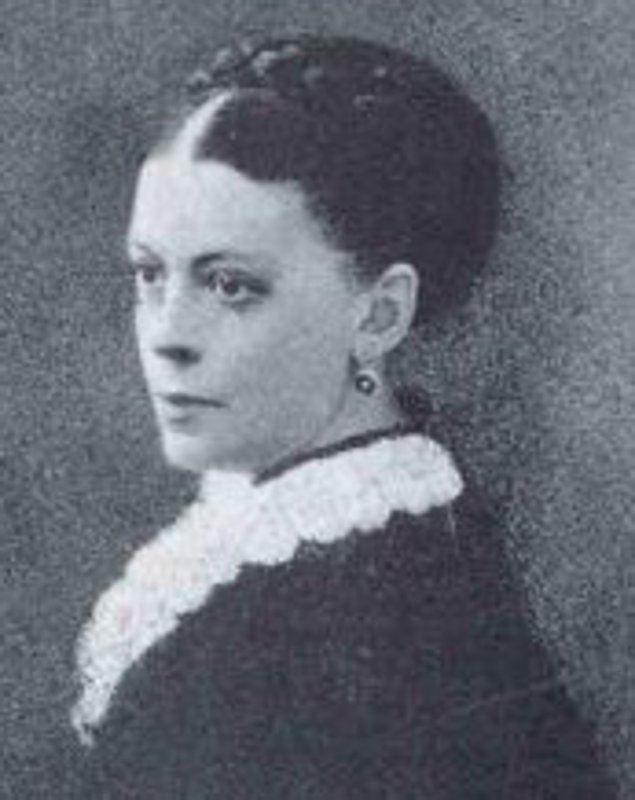
Photographie de Sarah Chauncey Woolsey prise vers 1870.

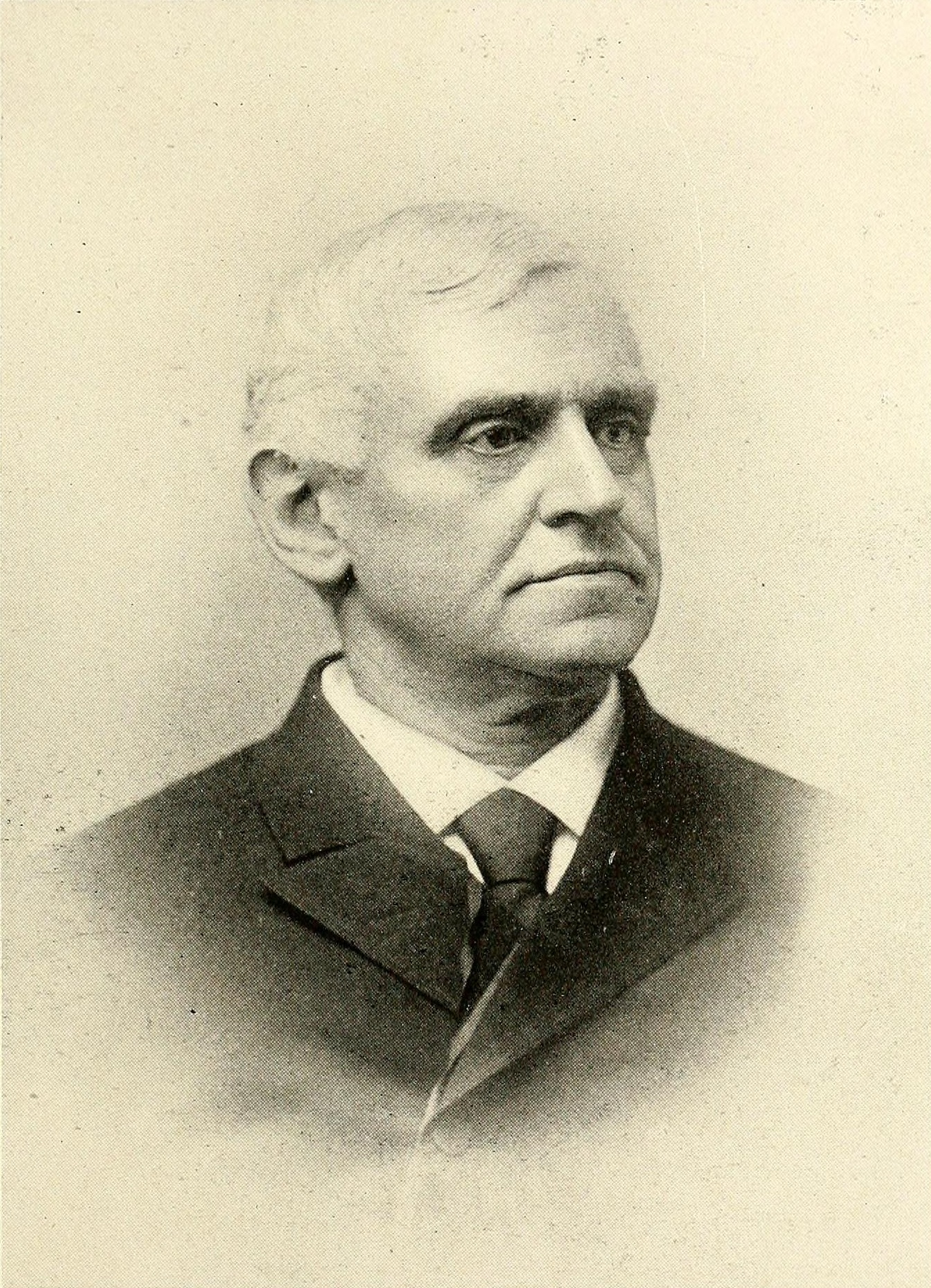
Portrait photographique de Phillips Brooks.

Sarah Orne Jewett, Annie Adams Fields accompagnées par différentes amies dont l'auteure Sarah Chauncey Woolsey se rendent à l'Exposition universelle de 1893 organisée à Chicago et en l'honneur du 400e anniversaire de l'arrivée de Christophe Colomb au Nouveau Monde. Sarah Chauncey Woolsey est une auteure populaire de livres pour la jeunesse qu'elle signe sous son nom de plume « Susan Coolidge » ; au sujet de ses livres, Sarah Orne Jewett déclare « je ne connais de meilleur livre à offrir à un enfant ou à une adolescente ». L'avis de Sarah Orne Jewett sur cette exposition est mitigé, d'un côté, elle exprime sa crainte d'un modernisme envahissant et de l'autre côté, elle apprécie le regain de certaines entreprises de constructions vis à vis des maisons de style classique. De retour à Boston, elle apprend la mort de Phillips Brooks, elle écrit son éloge funèbre dans le numéro du mois de mai 1893 de la revue Atlantic.
Peu de temps après sa visite auprès de son amie Celia Thaxter durant l'été 1894, Sarah Orne Jewett apprend par un télégramme lui annonçant la mort de son amie qui a eu lieu le 26 août 1894. Sarah Orne Jewett est profondément affligée, elle n'est pas en état de se rendre aux funérailles.

#### La publication deThe Country of the Pointed Firs

##### Un cadre propice

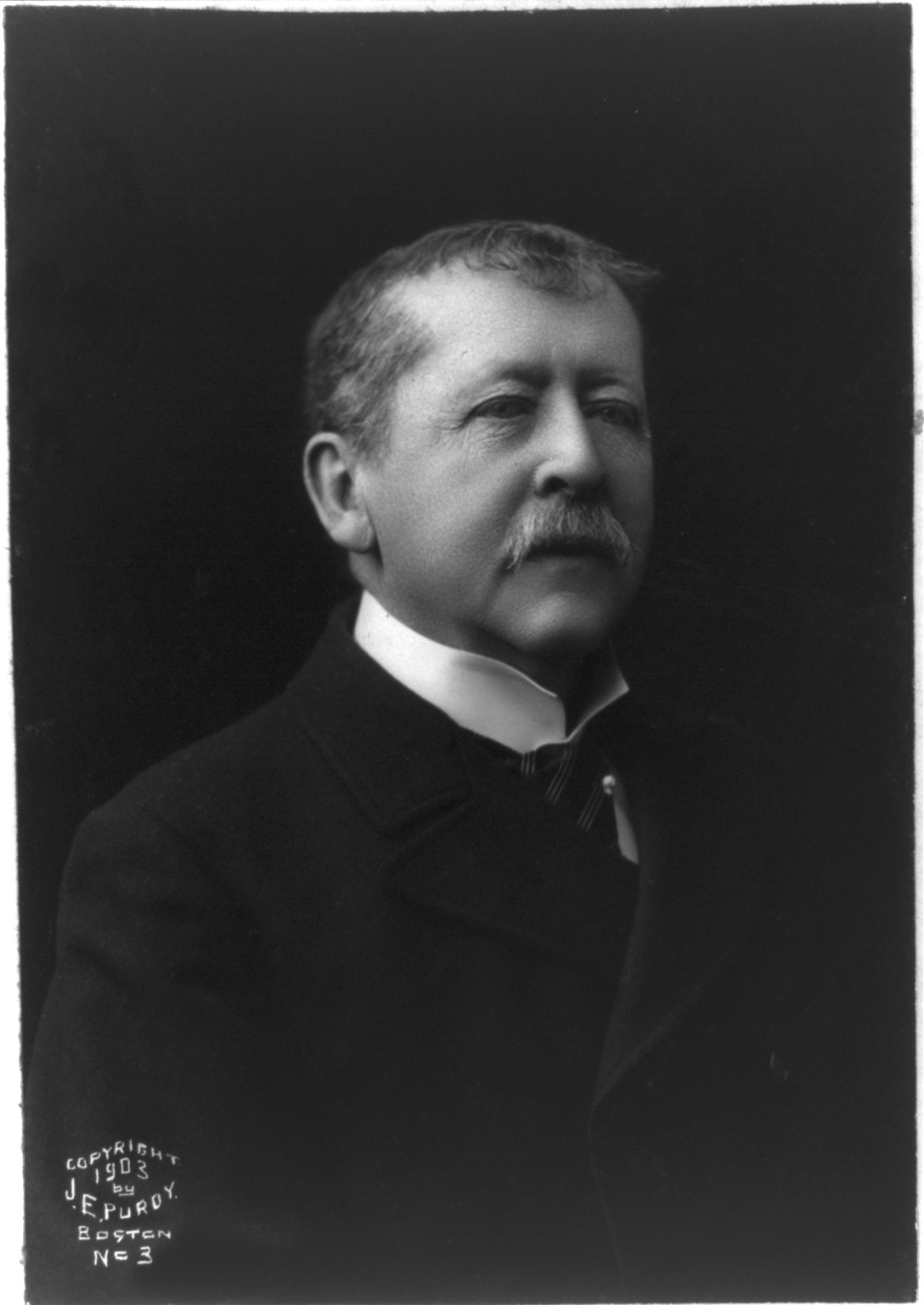
Photographie de Thomas Bailey Aldrich.

En janvier 1896, alors qu'un hiver rigoureux s'abat sur Boston, Sarah Orne Jewett et Annie Adams Fields partent faire une croisière sur le yacht de Thomas Bailey Aldrich pour les Caraïbes, voyage qui s'achève à la fin de mois de mars 1896. Thomas Bailey Aldrich est le directeur de la revue Atlantic de 1881 à 1890 ; ses relations avec Sarah Orne Jewett se sont modifiées au cours du temps, de professionnelles à chaleureuses, son épouse Lilian Aldrich est une amie de Sarah Orne Jewett. Durant l'été 1896, les époux Aldrich invitent Sarah Orne Jewett et Annie Adams Fields à séjourner dans un cottage qu'ils ont loué à proximité du phare de Tenants Harbor sur les côtes du Maine. L'emplacement les ravit, aussi deux mois après elles y louent un cottage The Anchorage. C'est dans ce lieu retiré, proche de l'océan, entouré de forêts et de plaines verdoyantes que Sarah Orne Jewett commence l’écriture de The Country of the Pointed Firs.

##### La publication
Les chapitres de The Country of the Pointed Firs sont dans un premier temps publiés au fur et à mesure de leur écriture dans différents numéros de la revue The Atlantic, de janvier à septembre 1886. C'est à la fin de l'année 1886 que l'intégralité de The Country of the Pointed Firs est publiée sous forme d'un roman,.

##### Le contenu

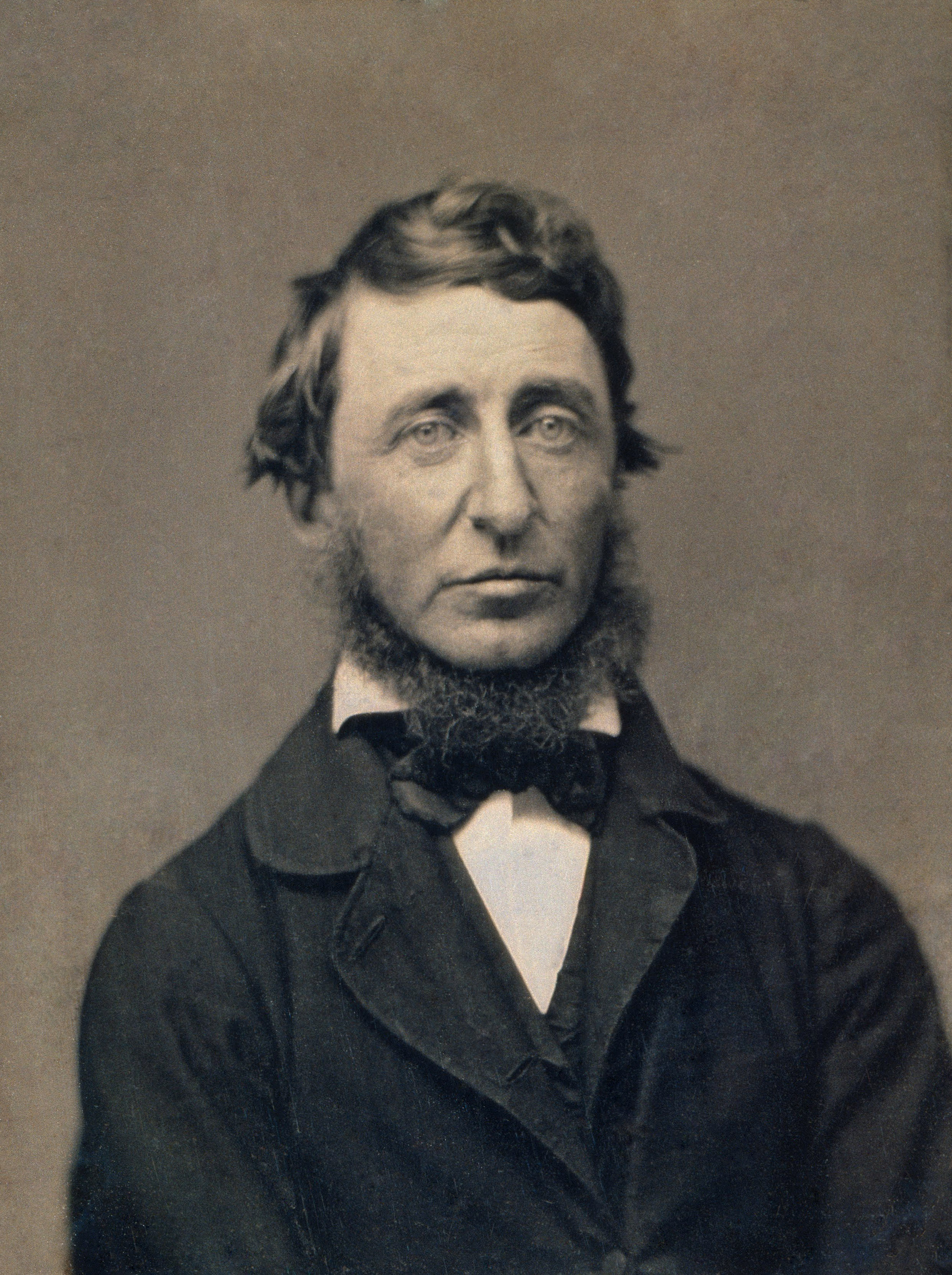
Photographie de Henry David Thoreau prise par Benjamin D. Maxham en 1856.

Comme les personnages Helen Denis et Kate Lancaster de Deephaven, la narratrice de The Country of the Pointed Firs est une citadine qui vient passer l'été dans un petit village rural, Dunnet Landing qui fait partie d'un archipel d'îles. La comparaison s'arrête là. Vingt années se sont écoulées, l'écriture de Sarah Orne Jewett a mûri. La description des personnages gagne en acuité. Les habitants de Dunnet Landing vivent dans communion intemporelle avec l'océan, relation qui s'enracine dans des mythes et légendes antédiluviens. Almira Tod âgée de 69 ans, la logeuse de la narratrice, est une herboriste qui connait les propriétés médicales et spirituelles des plantes. La narratrice tombe sous le charme d'Almira Tod, elle voit en elle un personnage quasi mythique qui parle aux arbres et les entend révéler des secrets. Almira Tod emmène la narratrice rendre visite à sa mère, madame Blackett. La communion avec la nature est le thème central du roman. La narratrice est admirative vis-à-vis des habitants de Dunnet Landing qui n'ont pas besoin de parler pour se comprendre et qui semblent si sereins. Peu à peu la narratrice comprend cette harmonie et parvient à entrer dans celle-ci. Lors de leurs divers entretiens, la narratrice et Almira Tod, nouent une amitié profonde et avec les parents de madame Blackett qui s'avère être la matriarche de Dunnet Landing. Cette dernière présente à la narratrice une des plus vieilles familles de la Green Island, les Bowen qui sont les détenteurs de la sagesse qui règne à la Green Island. À la fin du roman, la narratrice s'installe dans un ermitage dont le lieu est tenu secret et qu'elle a découvert un secret de la plus haute importance. Les descriptions lyriques de la Green Island rappellent Walden ou la Vie dans les bois de Henry David Thoreau,,.

##### La réception

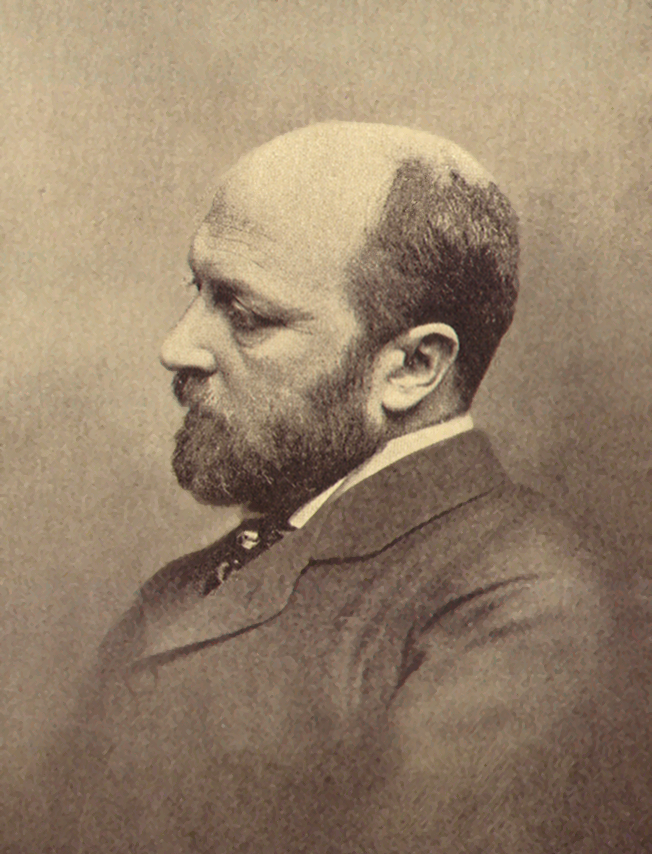
Portrait photographique de Henri James.

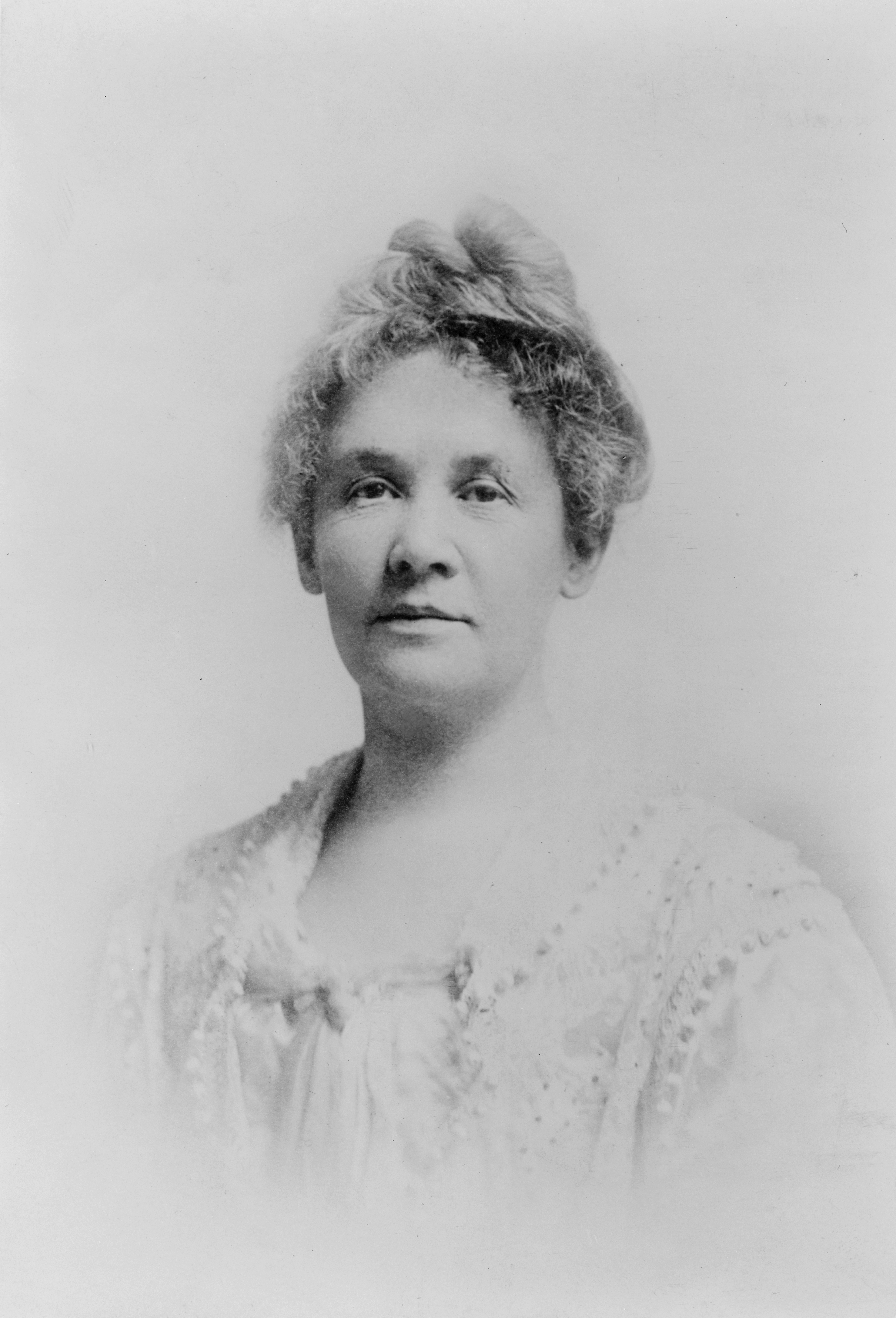
Portrait photographique de Alice Brown.

The Country of the Pointed Firs, connait un succès immédiat. Alice Brown écrit dans sa recension « Vous êtes tout simplement confondus par la richesse vivifiante de ce jardin aux herbes et plantes si diverses. Je ne connais pas d'œuvre si parfaite, si belle et qui le restera telle pendant des années, peut-être la plus belle de la littérature américaine ». Le 13 mars 1897, la revue The Academy compare Sarah Orne Jewett à Mary Eleanor Wilkins Freeman, Elizabeth Gaskell et Jane Austen. Un critique de Chicago écrit « Aucune femme américaine égale miss Jewett dans la maîtrise de son style littéraire si caractéristique et personne ne peut rivaliser avec elle quant à sa capacité à décrire de façon si forte la vie provinciale et rurale de la Nouvelle Angleterre ». Le critique littéraire Hamilton Wright Mabie (en) écrit dans le mensuel Review of Reviews (en) de décembre 1896 que ce roman montre l'art aussi bien réaliste que fin, subtil de Sarah Orne Jewett. The Spectator écrit « les personnages sont décrits de telle manière qu'on les croit vivants ». Mary Ellen Chase rédige une introduction à une réédition en date de l'année 1968, elle y écrit que Sarah Orne Jewett de par son hyper-sensitivité occupe une place à part dans le monde littéraire « non seulement vis-à-vis de tous les autres écrivains du Maine mais aussi des autres écrivains quel que soit leur époque et leur pays ». Elle reçoit également le soutien enthousiaste de ses amis Rudyard Kipling qui lui écrit « Je ne pense pas que vous vous rendez compte de la valeur exceptionnelle de votre ouvrage ! », William James qui écrit que ce roman « possède une pureté incommunicable, incommensurable qui nous fait sentir l'air marin dès qu'on quitte la ville » et son frère Henry James pense que ce roman est l'achèvement en beauté de l'œuvre de Sarah Orne Jewett,,.

#### Un autre deuil
Durant l'année 1896, Sarah Orne Jewett apprend que sa sœur Mary Caroline Augusta, dite « Carie », de santé fragile, tombe gravement malade, avec Annie Adams Fields elles se rendent à son chevet à Exeter. Les médecins ont détecté que Carrie souffre d'un abcès interne et qu'elle doit être opérée. Elle est hospitalisée à Boston, mais son organisme fragile ne supporte pas l'opération, elle tombe dans le coma et meurt. Sa sœur Mary Ellen devient la tutrice du fils de Mary Caroline Augusta, Theodore dit Stubby, âgé de 17 ans, cela dit Sarah Orne Jewett partage avec Mary Ellen la prise en charge de Stubby pour qu'il ne manque de rien. En mémoire de Mary Caroline Augusta, Sarah Orne Jewett écrit une nouvelle A Native of Winby qui lui est dédicacée avec ces mots « À ma jeune sœur chérie, j'ai eu bien des moments heureux, ils furent magnifiés car je les ai partagés avec toi, c'est pourquoi j'écris ton nom en tête de ce livre ».

#### Un troisième voyage en Europe

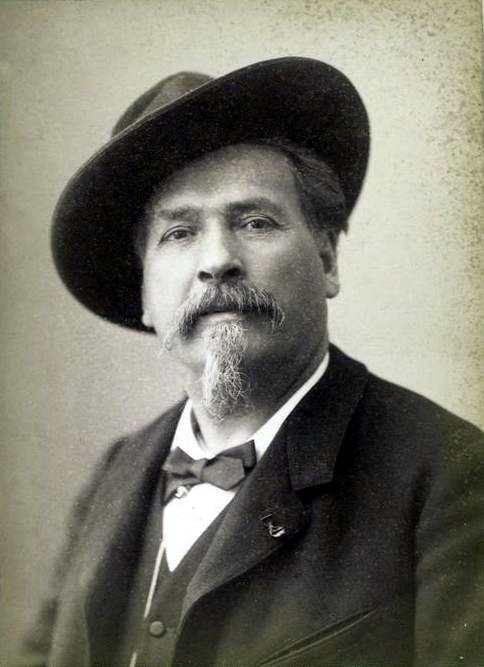
Photographie de Frédéric Mistral prise en 1907.

En avril 1898, Sarah Orne Jewett et Annie Adams Fields s'embarquent pour l'Europe. Arrivées à Plymouth, elles prennent le train direction Londres où elles rendent visite à leurs amis de vieille date. Après un séjour de dix jours, elles partent pour Paris. Là, elles assistent à une représentation de Cyrano de Bergerac, pièce à succès du moment et en profitent pour rendre visite à Marie Thérèse Blanc. Puis elles se rendent dans le sud de la France. En Provence après avoir visité le château de Grignan où a séjourné Madame de Sévigné, elles rencontrent Frédéric Mistral, célèbre pour ses poèmes épiques, sa réhabilitation du provençal et son fameux chapeau noir à large bord. Parlant couramment le français, Sarah Orne Jewett et Annie Adams Fields s'entretiennent longuement avec le poète au sujet de la poésie et de la littérature. En juin 1898, elles se rendent à La Ferté-sous-Jouarre, dans la résidence de Marie Thérèse Blanc qui les rejoint. Les trois femmes partent pour Aix-les-Bains et la Grande Chartreuse où elles passent une nuit dans la froidure d'une cellule du monastère. Puis Sarah Orne Jewett et Annie Adams Fields repartent pour l'Angleterre après une halte à Paris. Une fois de plus, Sarah Orne Jewett est sous le charme du Yorkshire, elle et Annie Adams Fields y font un pèlerinage au village de Haworth pour rendre hommage aux sœurs Brontë. Puis elle passent une journée entière avec Henry James dans sa résidence, la Lamb House. Henry James réitère son admiration pour The Country of the Pointed Firs « à l’écriture, si parfaitement vraie, sans un mot de trop, avec une élégance et une justesse remarquables ». Sur le chemin de leur retour aux États-Unis, elles apprennent le naufrage de l'USS Maine qui s'est produit le 15 février 1898 et le déclenchement de la guerre hispano-américaine.

#### Les années 1899 et 1901
De retour en Nouvelle-Angleterre, Sarah Orne Jewett s’attelle à la relecture de ses notes et lettres prises lors de son dernier voyage européen. Sa sœur Mary Ellen et « Stubby » la rejoignent afin de préparer son entrée à l'université Harvard de Cambridge. Profitant de leur séjour à Boston, accompagnés de Sarah Orne Jewett ils assistent à des conférences de Booker T. Washington et a des concerts du pianiste Paderewski.

##### La célébrité
Le dernier recueil de nouvelles publié du vivant de Sarah Orne Jewett est The Queen's Twin and Other Stories édité en 1899. La critique encense le recueil. La recension du magazine Outlook du 16 décembre 1899 qui l'apprécie comme une auteure « qui ne tente jamais ce qu’elle ne peut pas faire », le plus grand succès vient de la presse britannique. En cette fin du XIXe siècle, le nom Sarah Orne Jewett est connu par toutes les maisons d'édition, ses romans sont populaires, à un point tel que le magazine Life dans son numéro du 6 avril 1899, lui rend un vibrant hommage.

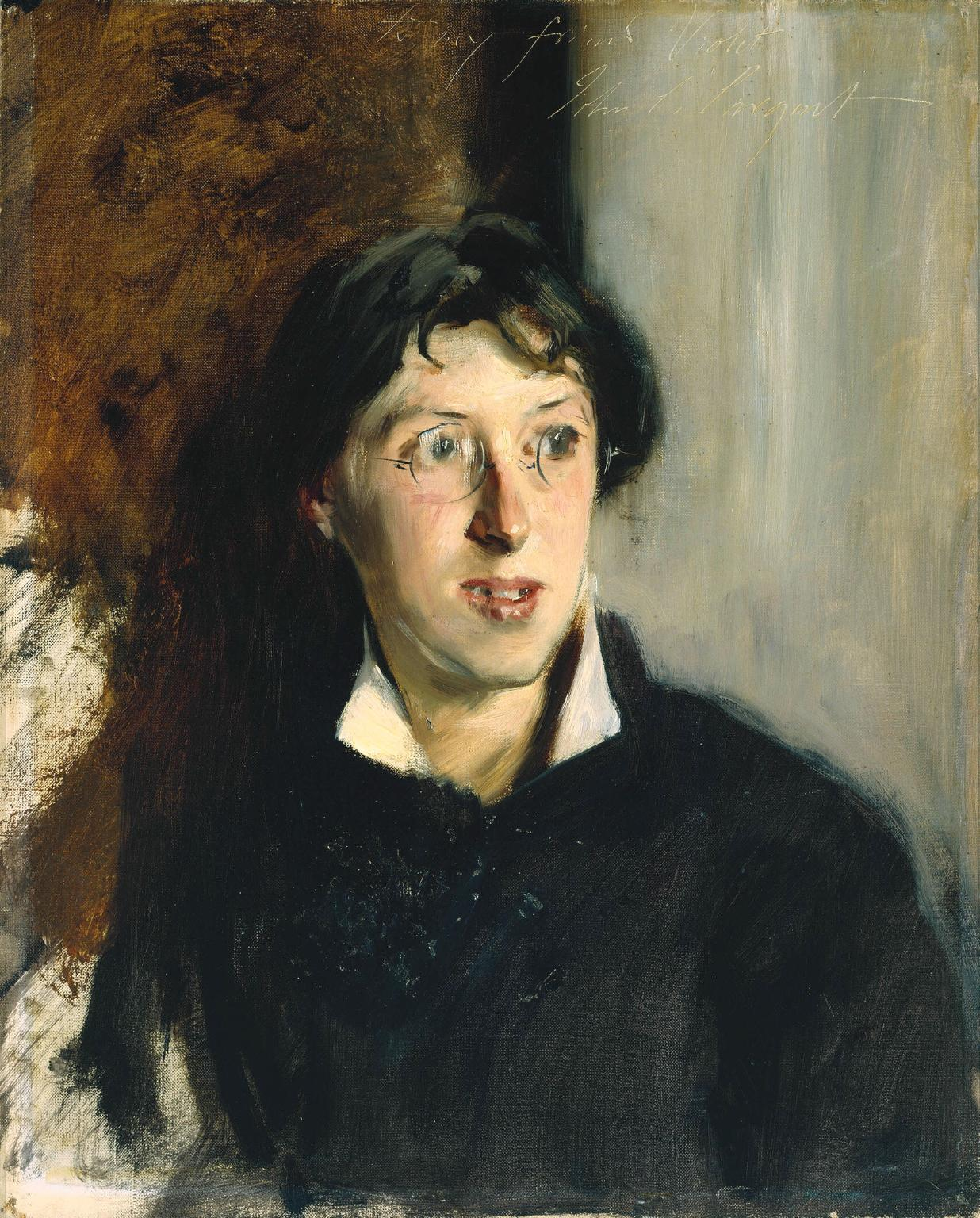
Portrait de Violet Paget par le peintre John Singer Sargent.

##### Un quatrième voyage en Europe

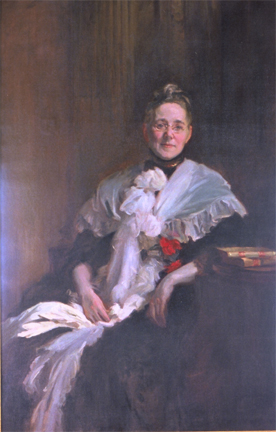
Portrait de Mary Garrett par le peintre John Singer Sargent.

En avril 1900, Sarah Orne Jewett et Annie Adams Fields entreprennent leur quatrième et dernier voyage en Europe en compagnie de leur amie Mary Elizabeth Garrett. Arrivées en Italie, elles visitent Naples, Pompéi, Florence où elles prennent un repas avec une amie de Marie Thérèse Blanc, l'écrivaine britannique Violet Paget, qui a publié plus de trente ouvrages divers (essais, romans, nouvelles, pièces de théâtre) sous le pseudonyme de Vernon Lee. Cette femme connue pour sa personnalité libre conquiert Sarah Orne Jewett, elles nouent une amitié qui devient de plus en forte au fur et à mesure de leurs échanges épistolaires.
Arrivées à Brindisi, elles embarquent pour Corfou puis elles prennent le train pour Athènes. Sarah Orne Jewett est ravie par le Parthenon et quand elle atteint Corinthe où Paul de Tarse prononça un discours mémorable, c'est comme si elle vivait les événements bibliques. Malgré un œil défaillant qui l’oblige à porter des lunettes noires, elle continue son parcours grec, visitant des hauts lieux mythiques comme l'Arcadie, Mycènes, Épidaure, Sparte, Marathon. Elle compense son handicap visuel par un accompagnateur qui lui lit un guide touristique. Le voyage s'achève par un séjour de trois mois à la résidence de Marie Thérèse Blanc à La Ferté-sous-Jouarre puis à son appartement de Paris. Elle retourne à Boston à fin du mois de mai 1901. Et malgré sa vue déclinante elle achève son dernier roman The Tory Lover qui est publié en 1901.

##### Deux événements heureux
En juin 1901, elle apprend que son neveu Theodore « Stubby » vient de réussir son baccalauréat universitaire avec la mention cum laude et qu'il choisit de marcher dans les pas de son grand père en entrant à la Harvard Medical School. Puis le Bowdoin College l'invite à une cérémonie où elle est élevée au grade de docteur honoris causa ; elle est la première femme américaine à recevoir cette distinction.

##### La publication deThe Tory Lover

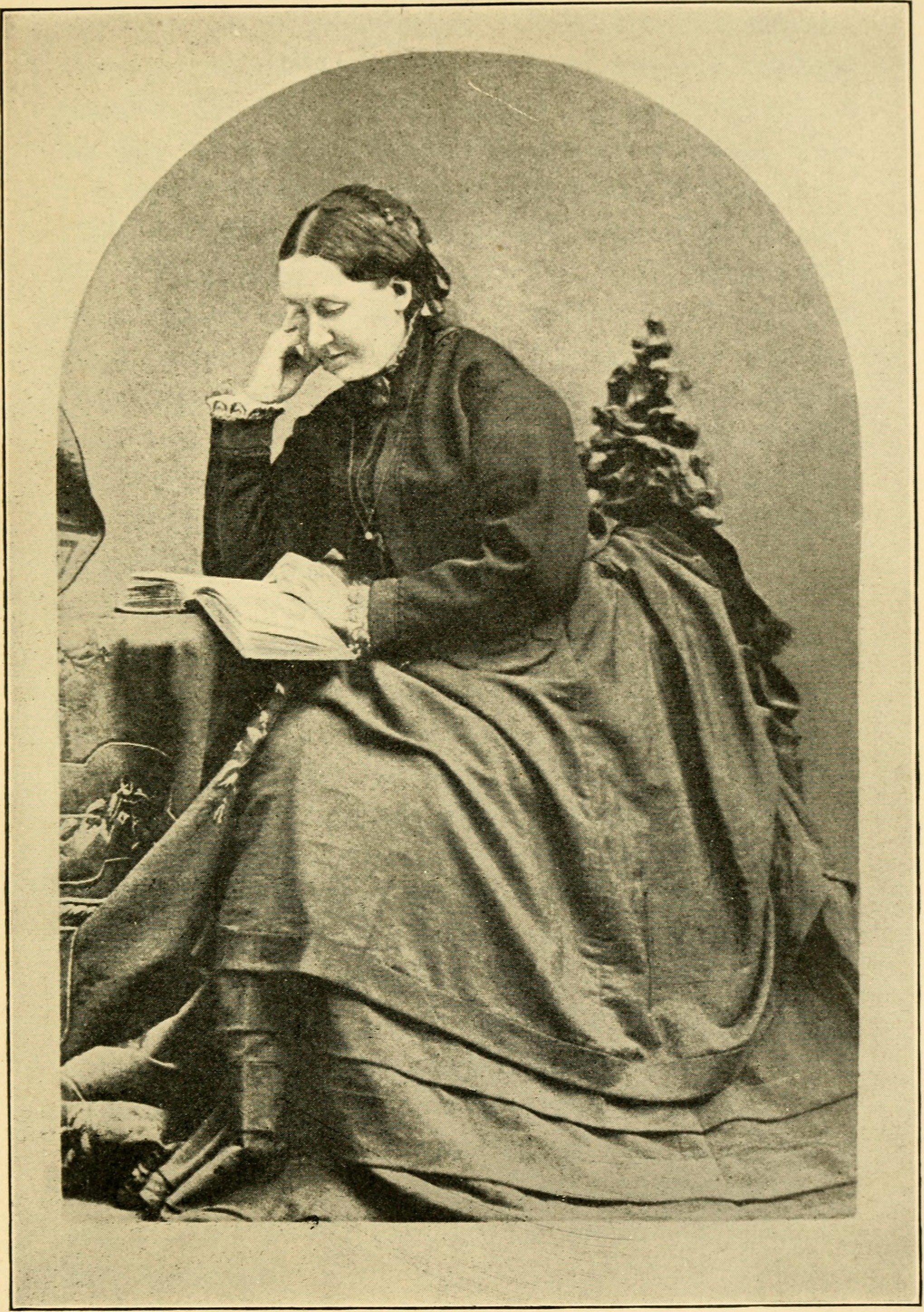
Elizabeth Cabot Agassiz.

Sans atteindre le succès de The Country of the Pointed Firs, il demeure qu'en novembre 1901 The Tory Lover en est à sa cinquième édition et qu'il s'est vendu à plus de 12 000 exemplaires. La critique salue le travail de Sarah Orne Jewett à restituer le contexte de la guerre d'indépendance des États-Unis ainsi que les conflits qu'ont subi les habitants et les familles. Le cadre géographique est celui du Maine, de South Berwick, sa ville natale à laquelle elle est profondément attachée, c'est pourquoi dans une lettre adressée à William Dean Howells elle déclare qu'elle a écrit ce roman avec son cœur bien plus que pour ses précédents romans. Sarah Orne Jewett s'interroge pour savoir si elle a réellement réussi à rendre hommage aux gens de South Berwick, doutes qui la rongent. Une de ses amies Elizabeth Cary Agassiz, une des fondatrices du Radcliffe College, la rassure en lui disant qu'elle a apprécié The Tory Lover dès sa parution chapitre par chapitre dans la revue Atlantic, et que la lecture du roman dans sa version intégrale fut pour elle un moment de grand bonheur. Horace Scudder lui écrit pour rendre hommage à son savoir-faire stylistique. Les diverses recensions sont globalement positives, même si elles ne sont pas toujours aussi enthousiastes.

#### Les dernières années 1902-1909

##### Une nouvelle amie

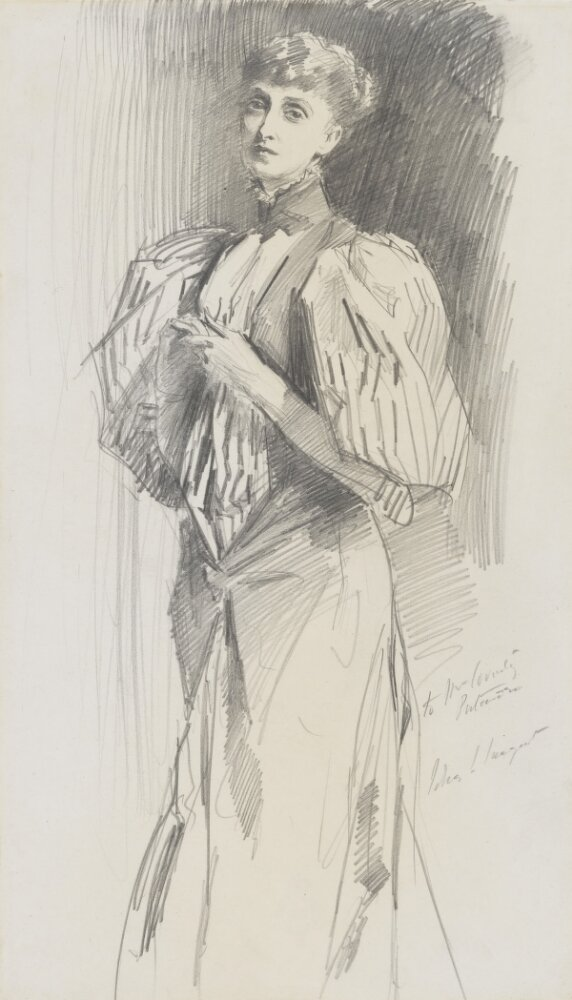
Alice Meynell par le peintre John Singer Sargent.

La poète et essayiste britannique Alice Meynell est si populaire qu'elle est considérée comme étant digne de recevoir la charge de poète lauréat du Royaume-Uni après la mort d'Alfred Tennyson. Son dernier recueil de poèmes Later poems élargit sa réputation à l'international, c'est pourquoi, elle se rend aux États-Unis pour y faire la promotion de son œuvre. Sarah Orne Jewett et Annie Adams Fields connaissent et apprécient la littérature d'Alice Meynell, et l'invitent à leur rendre visite, ce qui se fait en mars 1902, Elle deviennent amies, l’amitié d'Alice Meynell ensoleillera les dernières années de Sarah Orne Jewett.

##### Un accident

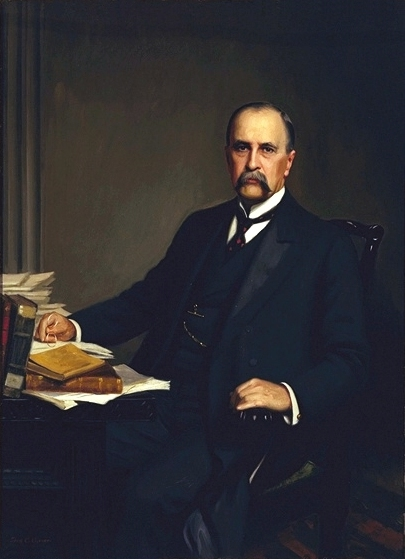
Portrait de William Osler par le peintre Thomas C. Corner.

L'après-midi du 3 septembre 1902, date de son cinquante troisième anniversaire, Sarah Orne Jewett invite sa sœur Mary, Rebecca Young et une autre de ses amies à faire une promenade en calèche vers le vieux Berwick. La route est en travaux, les chevaux heurtent une pierre, ils trébuchent et la calèche se renverse, si Mary s'en sort sans la moindre égratignure, Rebecca Young avec de simples contusions, en revanche Sarah Orne Jewett est blessée à la tête et à la colonne vertébrale entraînant un traumatisme médullaire dont elle ne se remet pas. Pendant des semaines, elle souffre de migraines, de vertiges accompagnés de difficultés à se mouvoir. Elle consulte divers médecins dont le neurologue William Osler à l’Hôpital Johns-Hopkins en vain, certes elle peut lire et écrire en position couchée mais elle est handicapée à vie et a besoin d'une infirmière pour l’assister,,.

##### Le soutien de ses amis

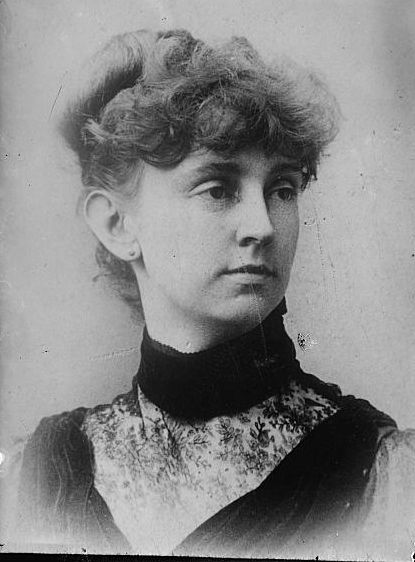
Kate Douglas Wiggin.

De nombreux amis se rendent au chevet de Sarah Orne Jewett pour lui apporter leur soutien notamment l'auteure d'histoires pour enfants Kate Douglas Wiggin, William Dean Howell, Elizabeth Cary Agassiz, et autres. L'ouverture en 1903 d'une ligne de chemin de fer reliant Boston à South Berwick et autres facilitant les visites.

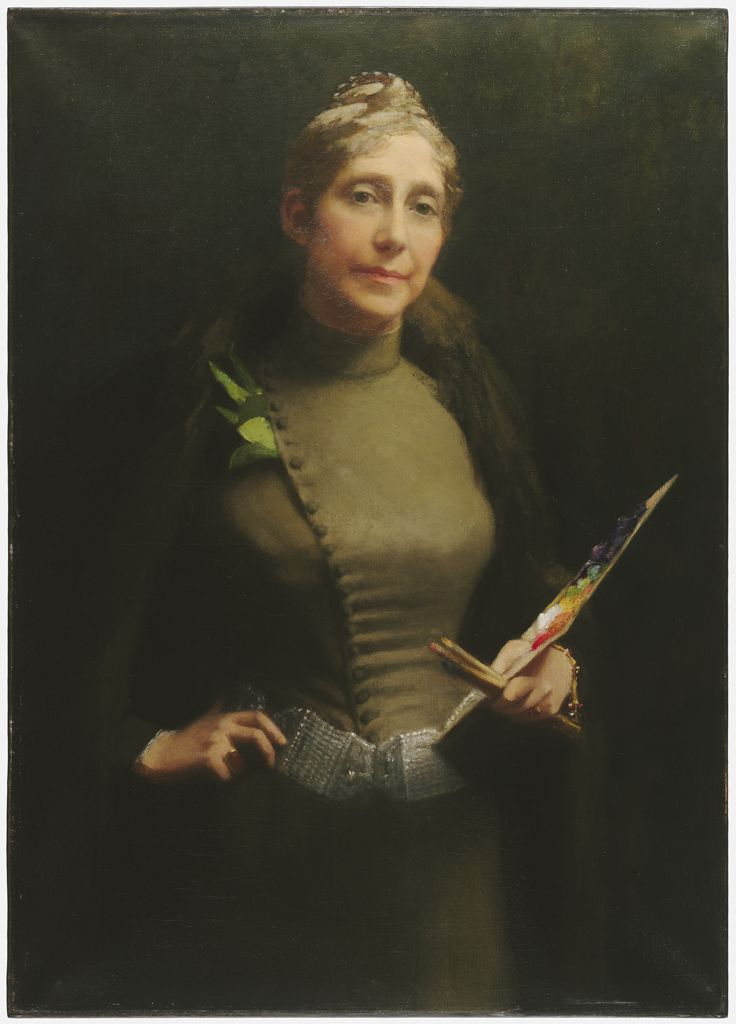
Portrait de Sarah W. Whitman par la peintre Helen Bigelow Merriman.

##### La mort de Sarah W. Whitman
L'annonce de la mort de Sarah W. Whitman (en) en juin 1904, attriste profondément Sarah Orne Jewett et son entourage. Pour Annie Adams Fields et Mary il n'y a pas de plus chère Sarah en dehors de Sarah Orne Jewett que Sarah W. Whitman. Pour se remettre de son chagrin, Sarah Orne Jewett choquée émotionnellement, accompagnée d'une infirmière, est envoyée dans une maison de repos dans le New Hampshire durant l'été. Durant ce séjour, sa santé se détériore, il lui est interdit de lire ou d'écrire pour ménager ses forces.
Pendant l'été 1906, Sarah Orne Jewett connait un moment d’amélioration de sa santé qui lui permet de rédiger la préface d'un volume de la correspondance de Sarah W. Whitman publié en 1907.

##### L'année 1907, disparition d'un monde
L'année 1907 est marquée par la perte de deux grandes amies de Sarah Orne Jewett : Marie Thérèse Blanc et Elizabeth Cary Agassiz.

##### Willa Cather et la fin

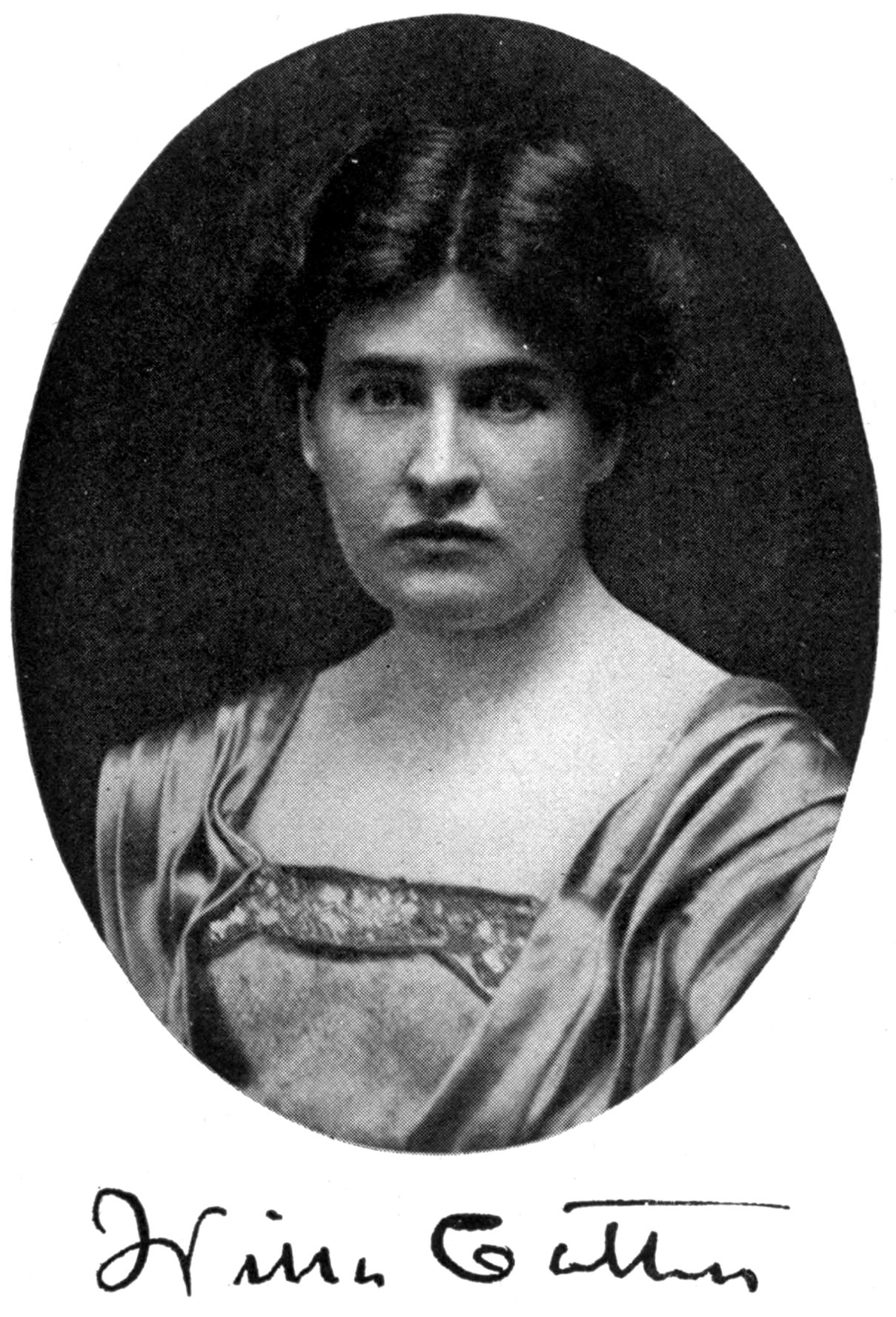
Willa Cather.

Au printemps 1908, Alice Goldmark Brandeis, l'épouse de Louis Brandeis, rend visite à Sarah Orne Jewett accompagnée par une jeune journaliste et écrivaine Willa Cather. L'amitié entre les deux femmes est immédiate et intense, malgré la brièveté de leur relation, Sarah Orne Jewett donne tous les conseils et encouragements pour que cette jeune auteure puisse réussir, notamment en faisant un travail de relecture critique de ses œuvres avant publication. La santé de Sarah Orne Jewett décline brutalement à partir du mois de novembre 1908, elle utilise ses dernières forces pour écrire ses ultimes conseils à Willa Cather. Elle trouve encore des ressources pour faire admirer à son infirmière les beautés des paysages du Maine. Le 9 mars 1909, Sarah Orne Jewett est victime d'un infarctus dont les séquelles sont une hémiplégie, elle est assistée de façon permanente par deux infirmières qui se relaient. Le 21 avril 1909 après un séjour au Massachusetts General Hospital, elle retourne en ambulance à South Berwick où l'attend Annie Adams Fields. Le 23 juin 1909, Sarah Orne Jewett est frappée par une hémorragie cérébrale, elle en meurt le lendemain 24 juin 1909 à 18 h 40 en début de soirée,.

## Œuvres

### Romans
- Deephaven, Boston, Massachusetts, J. R. Osgood and company, 1877 (réimpr. 1893, 2013, 2022), 268 p. (OCLC 1086920994, lire en ligne),
- A Country Doctor, Boston, Massachusetts, Houghton, Mifflin and Co, 1884 (réimpr. 1986, 1999, 2005, 2016), 351 p. (OCLC 644393372, lire en ligne),
- A Marsh Island, Boston & New York, Houghton, Mifflin and Company, 1885 (réimpr. 2016, 2023), 320 p. (OCLC 52242680, lire en ligne),
- Strangers and Wayfarers, Boston, Massachusetts, Houghton, Mifflin and Co., 1er janvier 1890 (réimpr. 2004, 2008, 2017, 2021), 302 p. (OCLC 0512003777, lire en ligne),
- The Country of the Pointed Firs, Boston & New York, Houghton, Mifflin and Company, coll. « Wright American fiction », 1896 (réimpr. 1994, 2010, 2015), 234 p. (OCLC 301180243, lire en ligne),
- Betty Leicester's Christmas, Boston, Massachusetts, Houghton Mifflin and Company, 1899 (réimpr. 2018, 2020), 98 p. (OCLC 644393351, lire en ligne),
- The Tory Lover (ill. Marcia Oakes Woodbury & Charles H. Woodbury), Boston & New York, Houghton, Mifflin and Company (réimpr. 2007, 2018, 2021) (1re éd. 1901), 438 p. (OCLC 565949037, lire en ligne),

### Nouvelles et recueils de nouvelles
- Old Friends And New, Boston, Massachusetts, Houghton, Osgood and company, 1879, 284 p. (OCLC 11208790, lire en ligne),
- Country By-Ways, Boston, Houghton, Mifflin and company, 1881 (réimpr. 1969, 2010, 2014, 2019), 268 p. (OCLC 8009441, lire en ligne),
- Katy's Birthday : With Other Stories, Boston, Massachusetts, D. Lothrop, 1883 (réimpr. 2023), 178 p. (OCLC 9220822, lire en ligne),
- The Mate of the Daylight, and Friends ashore, Boston & New York,, Houghton, Mifflin, 1884 (réimpr. 2010, 2015, 2018), 274 p. (OCLC 806997221, lire en ligne),
- A White Heron : and Other Stories, Boston, Massachusetts, Houghton, Mifflin, 1886, 270 p. (OCLC 260321103, lire en ligne),
- A Native of Winby : and Other Tales, Boston & New York, Houghton, Mifflin and Company, 1893 (réimpr. 2011, 2016, 2017, 2019), 328 p. (OCLC 1124121902, lire en ligne),
- Tales Of New England, Boston & New York, Houghton, Mifflin and company, 1894 (réimpr. 1997, 2004, 2019), 284 p. (OCLC 679505510, lire en ligne),
- The Life of Nancy, Boston & New York, Houghton, Mifflin and Co., coll. « Wright American fiction, volume 3 », 1895 (réimpr. 2017, 2021), 338 p. (OCLC 565908758, lire en ligne),
- The Queen's Twin : and Other Stories, Boston, Massachusetts, Houghton Mifflin, 1899 (réimpr. 2005, 2016), 232 p. (OCLC 750626011, lire en ligne),
- The King of Folly Island and Other People, Boston & New York,, Houghton, Mifflin and company, 1899 (réimpr. 1990, 1998, 2011, 2016, 2022), 362 p. (OCLC 908324941, lire en ligne),

### Littérature pour la jeunesse
- Play Days : A Book Of Stories For Children, Boston, Massachusetts, Houghton Mifflin, 1878 (réimpr. 1920, 2008, 2010), 222 p. (OCLC 1371008302, lire en ligne),

### Anthologies
- Willa Cather (dir.), The Best Stories of Sarah Orne Jewett, Gloucester, Massachusetts, Peter Smith (réimpr. 1965) (1re éd. 1927), 648 p. (OCLC 5697683, lire en ligne),
- Michael Davitt Bell (dir.), Novels and Stories, New York, Library of America, 1er février 1994, 964 p. (ISBN 9780940450745, lire en ligne),

### Essai
- The Story of the Normans, New York, Putnam's Sons, coll. « Story of the nations, vol. 29 » (réimpr. 1889) (1re éd. 1887), 378 p. (OCLC 499922513, lire en ligne),

### Recueil de poèmes
- The complete poems of Sarah Orne Jewett, Forest Hills, état de New York, Ironweed Press, coll. « Ironweed American classics » (réimpr. 1 mai 1999) (1re éd. 1916), 85 p. (ISBN 9780965530934)[ra 105],

### Correspondance
- Annie Fields (dir.), The Letters of Sarah Orne Jewett, Boston, Massachusetts, Houghton Mifflin company, 1er octobre 1911, 286 p. (ISBN 9781176518896, OCLC 935214202, lire en ligne),

### Œuvres complètes
Après la mort de Sarah Orne Jewett, son éditeur Houghton Mifflin Company publie en 1910 l'intégralité de son œuvre en 7 volumes ;
- Stories and Tales, vol. 1 : Deephaven, 274 p. (lire en ligne),
- Stories and Tales, vol. 2 : Tales of New England., 310 p. (lire en ligne),
- Stories and Tales, vol. 3 : A country doctor, 366 p. (lire en ligne),
- Stories and Tales, vol. 4 : The queen's twin and other stories, 238 p. (lire en ligne),
- Stories and Tales, vol. 5 : The life of Nancy, 356 p. (lire en ligne),
- Stories and Tales, vol. 6 : A native of Winby and other tales, 325 p. (lire en ligne),
- Stories and Tales, vol. 7 : The country of pointed firs, 290 p. (lire en ligne).

### Traductions françaises
- (fr) Le Pays des sapins pointus : Et autres récits [« The Country of the Pointed Firs »] (trad. Cécile Roudeau, préf. Andreas Lemaire), Paris, France, Rue d'Ulm, 6 mai 2022, 400 p. (ISBN 9782728807727),
- (fr) Le Héron blanc [« A White Heron »] (trad. Cécile Roudeau, ill. Arthur Junier), Reliefs, 6 octobre 2023, 40 p. (ISBN 9782380361155)

## Archives
Les archives de Sarah Orne Jewett sont déposées et consultables en ligne auprès de l'université du New Hampshire,.

## Regards sur sa personnalité et son œuvre

### Généralités
Selon le critique Terry Heller, l'œuvre littéraire de Sarah Orne Jewett suscite une admiration croissante des chercheurs en littérature américaine par son attention sur le rôle des femmes dans la culture américaine de son temps. Ses romans et nouvelles ont principalement pour sujet les femmes et jeunes femmes en quête de leur identité par leurs relations à la nature, leurs interactions entre elles et leurs influences sur la vie américaine. Ses personnages sont des personnes ordinaires de la vie campagnarde, leurs expressions sont décrites avec humour et finesse.

### Sarah Orne Jewett et Jane Austen

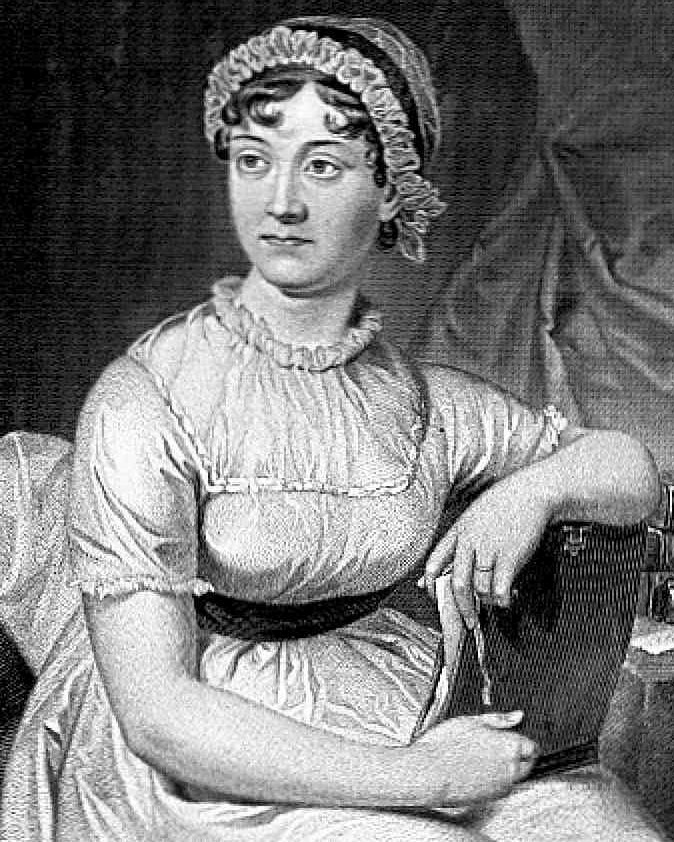
Jane Austen.

Selon Paul John Eakin de l'université de l'Indiana, pour Sarah Orne Jewett les habitants du monde se confondent avec celui des résidences et régions où elle a habité. Les personnages de ses romans et nouvelles se plaisent à parler du passé, à questionner des anciens sur l'époque qu'ils ont vécue. Son écriture se voue à décrire les valeurs du temps passé, à rendre présent une Amérique en train de disparaître. Le monde qu'elle décrit est proche de celui des romans de Jane Austen. Sarah Orne Jewett est soucieuse de décrire les fêtes et cérémonies traditionnelles, assurant une permanence du passé. Elle oppose les valeurs de la campagne à celles des villes, lieux d'effacement du passé, porteuses de progrès destructeur.

### Sarah Orne Jewett, féministe?
Selon Josephine Donovan (en), de l'université du Maine, il faut procéder à une réévaluation de l'œuvre de Sarah Orne Jewett par delà son style élégiaque chantant la nostalgie du temps passé. Ne faut-il pas découvrir son féminisme ? Sarah Orne Jewett dans plusieurs passages est consciente des limitations imposées aux femmes et comment elles y font face notamment par l'accès à la transcendance et par l'indépendance économique en n'hésitant point à assumer des rôles sociaux habituellement dévolus aux hommes. À partir des années 1880, Sarah Orne Jewett met en scène des femmes qui se rassemblent, échangent pour établir leur place dans la société. Son apologie d'une communauté des femmes devient quasiment mystique, elle persuadée que seules les femmes peuvent établir une religion de sagesse, de soins, d'hospitalité au sein d'une société secrète.

### Sarah Orne Jewett, témoin historique
Selon Mary Ellen Chase de l'université du Maine, The Country of the Pointed Firs, fait partie des trois grands romans classiques de la littérature américaine avec La lettre écarlate, Huckleberry Finn, liste à laquelle elle rajoute un quatrième roman Mon Ántonia. Tous les écrivains du Maine sont tous en admiration quasi religieuse devant Sarah Orne Jewett. Elle s'interroge sur l'œuvre de Sarah Orne Jewet en tant que témoignage historique. D'après elle, Sarah Orne Jewet a su transmettre les expressions, idiomes, argots des différents acteurs du Maine de façon aussi précise qu'inimitable en cela elle a fait un travail historique, même si c'est à son insu. La lecture de sa correspondance montre en plusieurs passage combien Sarah Orne Jewet prenait un soin particulier à noter les expressions particulières au hasard de ses rencontres et de ses lectures.

### Sarah Orne Jewett et la question du racisme?

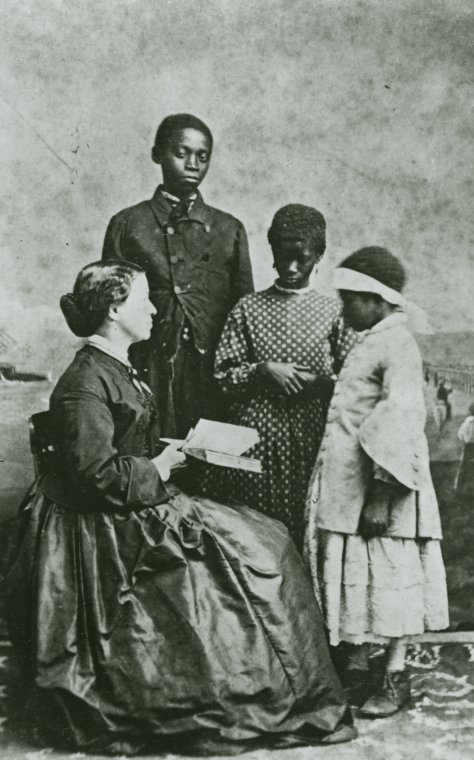
Photographie de Laura Matilda Towne avec ses élèves afro-américains, prise en 1866.

Selon Ferman Bishop, comme témoin de la guerre de Sécession, Sarah Orne Jewett ne peut pas échapper aux questions de l'esclavage des Afro-Américains et la question du racisme. Par la lecture de Conquête de l'Angleterre par les Normands d'Augustin Thierry, elle est convaincue de la suprématie des Normands descendants des Vikings, conviction renforcée par la lecture de The History of the Norman Conquest of England (en) par Edward Augustus Freeman. Idées qui émaillent son essai The Story of the Normans. Selon elle, ces descendants des Vikings ont formé l'élite de l'Angleterre et de ses institutions et plus tard ont formé l'élite de la Nouvelle Angleterre. Malgré son admiration pour les abolitionnistes John Greenleaf Whittier et Harriet Beecher Stowe, elle maintient jusqu'à la fin de sa vie ses idées d'inégalités des races.
Son racisme est confirmé par un article de Terry Heller publié en 2011 dans lequel il nuance le racisme de Sarah Orne Jewett, il reprend les observations de Josephine Donovan pour qui, les positions de Sarah Orne Jewett ne relèvent pas du racisme ordinaire pratiqué aux États-Unis, mais plutôt d'un racialisme romantique qui par ailleurs proscrit l'esclavage. Néanmoins elle se distingue d'une autre racialiste romantique Harriet Beecher Stowe qui n'en déduit aucunement une hiérarchisation des races. Thomas Gosset écrit qu'il était difficile pour Sarah Orne Jewett d'échapper aux stéréotypes racistes de son temps. Mais à partir de 1901, Sarah Orne Jewett accorde à ses personnages afro-américains des capacités intellectuelles, morales égales à celles de ses personnages blancs, dénonçant la ségrégation, car pour elle les Afro-Américains sont des enfants d'Adam et par conséquent ont les droits liés à cette ascendance et tout comme les Blancs seront présents lors du Jugement dernier. En 1888, Sarah Orne Jewett et son amie Annie Adams Fields rendent visite à la Penn School fondée par Laura Matilda Towne (en) à destination d'élèves afro-américains pour lui apporter son soutien. Déjà à cette époque Sarah Orne Jewett fustige les lois Jim Crow et les violences exercées par les Américains du Sud envers les Afro-Américains qu'elle considère comme une tâche, un péché collectif pesant sur la nation américaine. Elle prône une société inclusive tout en maintenant, paradoxalement, son racialisme romantique et la hiérarchie des races.

### Influences sur Willa Cather

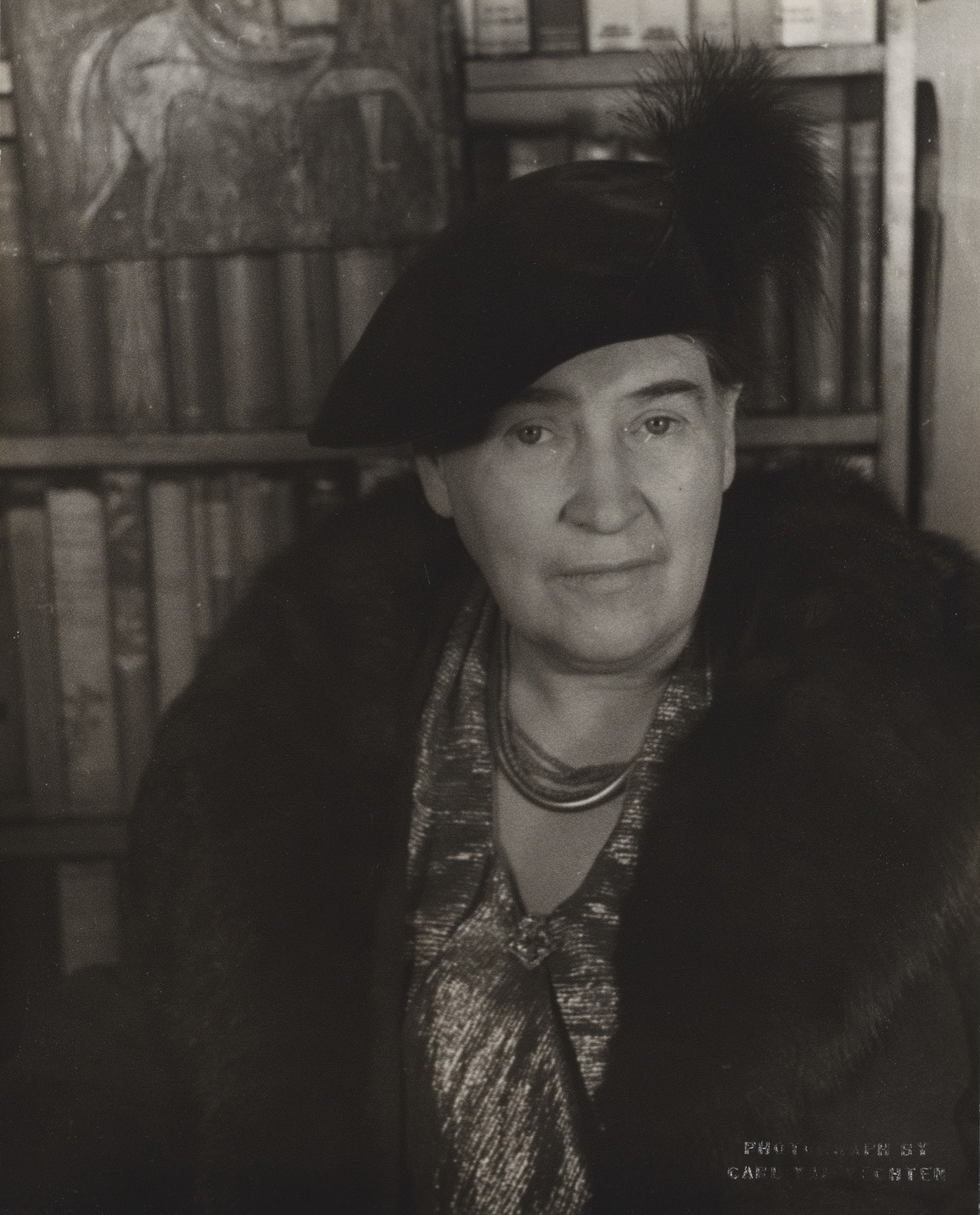
Photographie de Willa Cather prise par Carl Van Vechten.

Eleanor M. Smith attire l'attention sur l’influence du style de Sarah Orne Jewett sur celui de Willa Cather. Celle-ci est attachée à l’Amérique des pionniers, personnes qui supportaient les épreuves sans mots dire, gardant les traditions de leur pays d'origine contrastant avec la vie de la Virginie, tout comme Sarah Orne Jewett est attachée à vie du temps jadis d'avant la révolution industrielle. La première rencontre entre Sarah Orne Jewett et Willa Cather a lieu au début de l'année 1908 au McClure's Magazine. Immédiatement les deux femmes nouent une amitié et entament une correspondance. Dans une lettre du 13 décembre 1908, Sarah Orne Jewett l'encourage dans son écriture, à continuer son enracinement dans la vie des pionniers qualifiés par les civilisés de « bohémiens », à exprimer ses rêves, à illuminer ses écrits par ses idéaux. Confortée par cette lettre, Willa Cather dédicace son second roman O Pioneers! (en) paru en 1913 à la mémoire de Sarah Orne Jewett. Des années plus tard, lors d'une interview, Willa Cather souligne que le choix de son style est directement influencé par les conseils de Sarah Orne Jewett. Les différents romans qui suivent, célèbrent la vie des pionniers comme Sarah Orne Jewett célèbre les valeurs du temps passé des premiers habitants de la Nouvelle Angleterre et plus particulièrement du Maine. Willa Cather utilise les symboles, métaphores et le style réaliste de Sarah Orne Jewett pour camper les personnages de ses romans et nouvelles, l'une comme l'autre sont éveillées à la beauté de la nature, partagent une foi en Dieu et en la nature humaine et se défient des menaces des changements liés à la révolution industrielle post guerre de Sécession et celle du XXe siècle.

### Sarah Orne Jewett et le lesbianisme

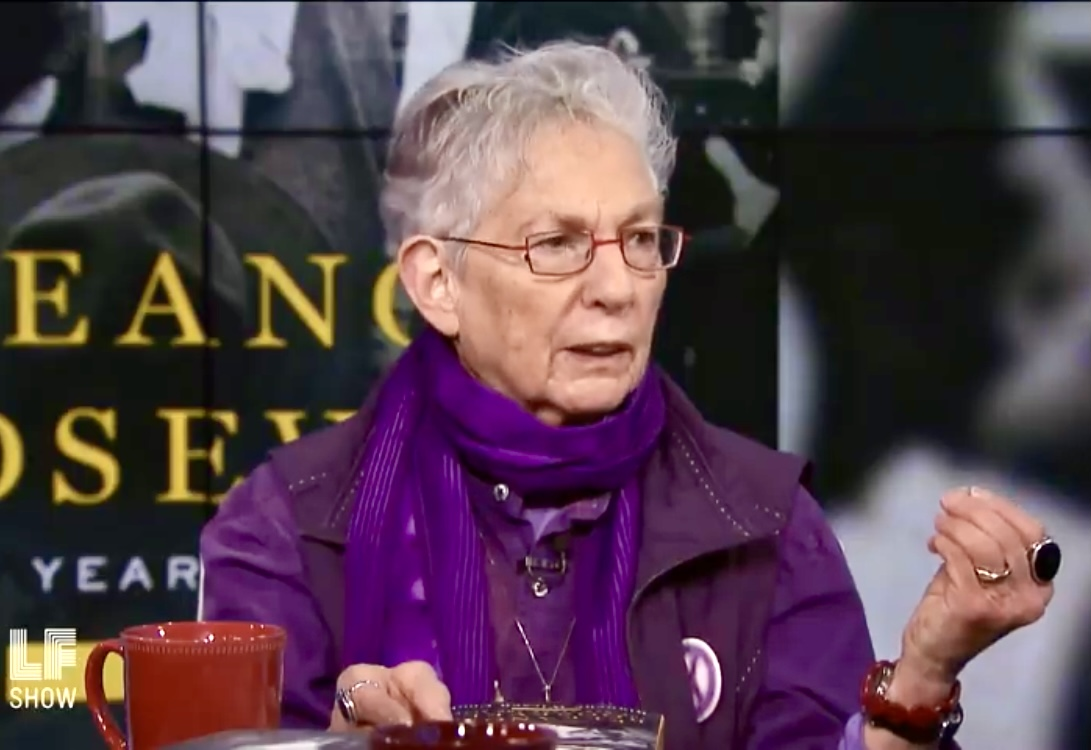
Photographie de Blanche Wiesen Cook.

Selon Josephine Donovan, c'est probablement par ses poèmes que Sarah Orne Jewett est la plus explicite sur son lesbianisme. Ils sont avec sa correspondance la source la plus importante pour comprendre son rapport à la sexualité, et abandonner l'étiquette de « vieille fille » que lui ont attribué des critiques de façon hâtive. Ses poèmes illustrent la complexité des relations entre femmes dans le contexte des États-Unis durant le XIXe siècle. Il est entendu qu'elle est lesbienne, mais dans quels sens faut-il accepter la définition du lesbianisme ? Josephine Donovan s'appuie sur la définition donnée par Blanche Wiesen Cook (en) : « des femmes qui aiment des femmes, qui choisissent des femmes pour développer un environnement favorable à un travail créatif, artitique ou à leur indépendance sociale sont des lesbiennes ». La plupart des romans et nouvelles de Sarah Orne Jewett, notamment Deephaven et The Country of the Pointed Firs sont construits par des relations amicales intenses entre femmes, mais de là à en faire des relations lesbiennes de façon allusive, il y a un pas que Sarah Orne Jewett n'a jamais franchi. C'est par la lecture de ses poèmes que nous pouvons en savoir plus sur son lesbianisme. Mais en se gardant de faire des anachronisme avec notre époque comme nous avertit Carroll Smith-Rosenberg (en), les relations homosexuelles et hétérosexuelles du XIXe siècle n'ont rien à voir avec celles du XXIe siècle. Le Mariage de Boston était une pratique courante durant le XIXe siècle aux États-Unis, sans que cela implique une relation amoureuse entre les deux partenaires. Les préjugés des hommes envers les « mariages de Boston » sont utilisés par les hommes hostiles au droit de vote des femmes, qualifiant les suffragettes de lesbiennes. En revanche, les poèmes de Sarah Orne Jewett dévoilent une part cachée des comportements féminins. Elle y exprime de façon lyrique les émotions, les passions amoureuses qu'elle porte à son amante Annie Adams Fields. Passion amoureuse qui commence dès son adolescence envers plusieurs femmes Grace Gordon, Kate Birckhead, Georgie Halliburton, Ella Walworth, Ella Mason sans que cela ait dépassé une intense amitié colorée par des sentiments amoureux.

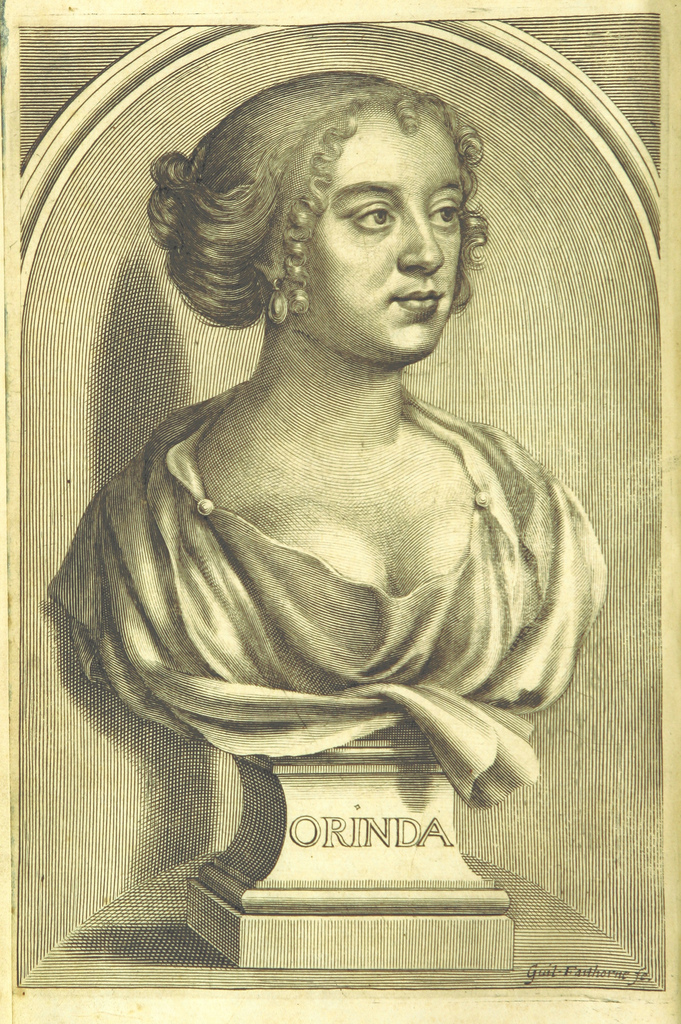
Gravure représentant Katherine Phillips.

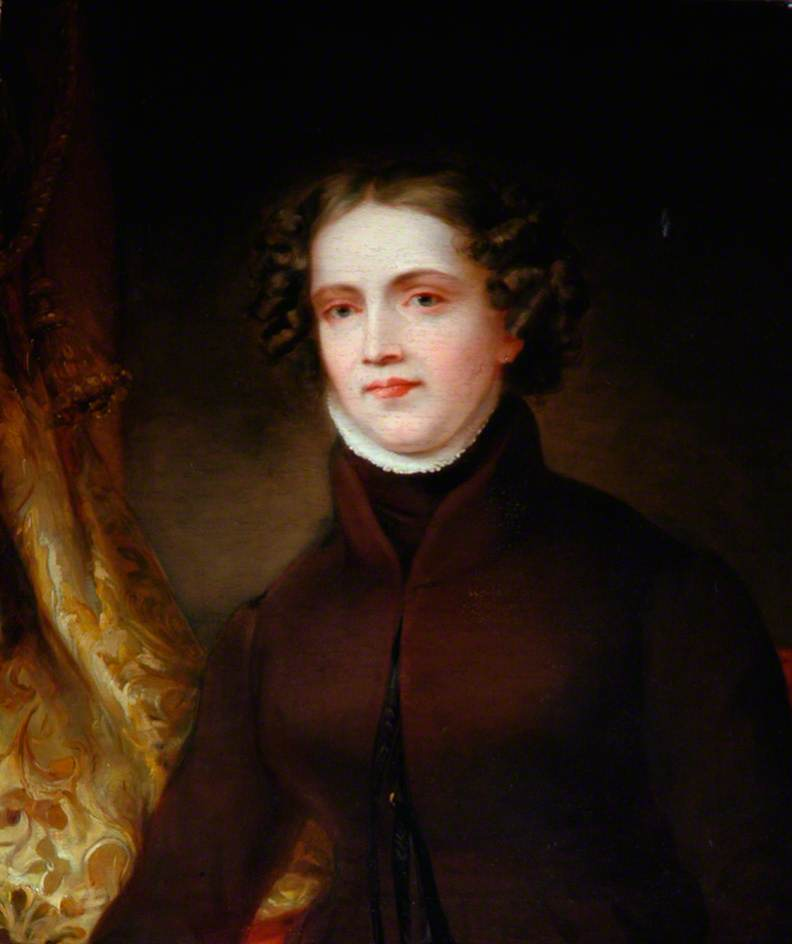
Portrait d'Anne Lister réalisé par Joshua Horner.

Selon Melissa Salomon dans un article du mois de décembre 2005, Sarah Orne Jewett continuerait une tradition de la littérature lesbienne qui commence lors de la renaissance anglaise avec des auteures telles que la poète anglaise Katherine Philips et se continue au XIXe siècle avec la britannique Anne Lister. Reprenant les analyses de Valerie Traub, universitaire spécialisée dans la littérature lesbienne, pose la question quels seraient les traits stylistiques de Sarah Orne Jewett qui la rattacheraient à ce mouvement littéraire ? Pour Valerie Traub, une des caractéristiques de la littérature lesbienne serait de se voir soi-même dans un miroir, sorte d'homocentrisme. Pour le démontrer, Melissa Salomon s'appuie sur un chapitre de A White Heron, The Twin's Queen ; la narratrice Almira Todd rapporte les propos de son amie Abby Martin qui à la suite d'une expérience spirite affirme qu'elle serait la sœur jumelle de la reine Victoria et décrit les similitudes, les faits, les traits de caractères communs entre elle et la souveraine britannique qui en serait la preuve comme par exemple une date de naissance identique, un mariage avec un homme qui se prénomme Albert, le veuvage, etc. D'où l'expression de Lesbian Symmetry qui peut être traduit par « symétrie lesbienne » qui confirmerait les travaux de Freud sur le narcissisme féminin.